# Arrows
Pour les articles homonymes, voir Arrow.
Arrows, est une ancienne écurie de Formule 1 britannique, ayant participé au championnat du monde de 1978 à 2002. Le nom de l'écurie (Flèches) est un acronyme constitué du nom des fondateurs : Franco Ambrosio, Alan Rees, Deborah Rees, Jackie Oliver, Dave Wass et Tony Southgate.
Arrows a inscrit 142 points, 8 podiums, 1 pole position et 5 secondes places. Son meilleur résultat au championnat du monde des constructeurs est une 4e place en 1988.

## Histoire

### Des débuts mouvementés

Logo initial de l'écurie.

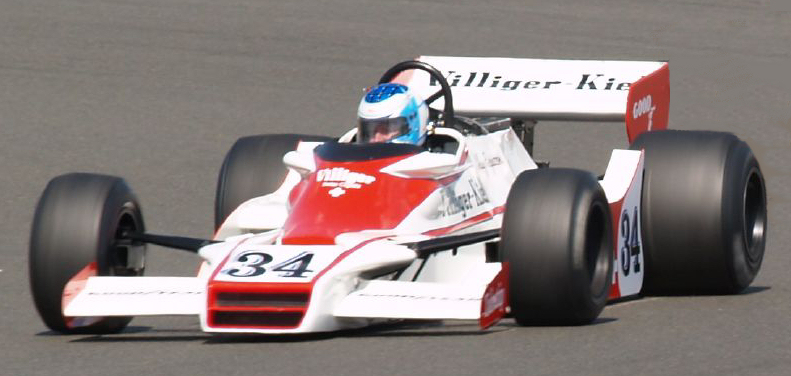
La première Arrows FA1 se révèle être une copie de cette Shadow DN9.

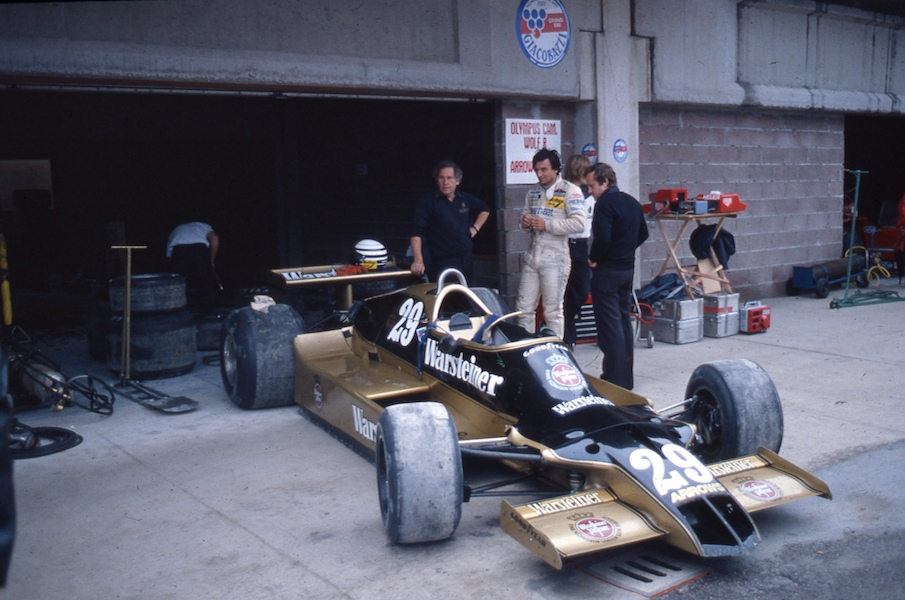
Patrese et son Arrows A1B en test à Imola en 1979.

Arrows est créée en 1978 à la suite d'un schisme au sein de l'écurie Shadow de Don Nichols. Jackie Oliver, pilote historique de Nichols depuis l'époque de la CanAm, Tony Southgate et Alan Rees, ancien directeur sportif de Shadow, quittent alors Nicholls pour créer leur propre écurie. Ils sont rejoints par l'ingénieur Dave Wass et par le financier italien Franco Ambrosio, ancien commanditaire de Shadow. Nichols est profondément perturbé par cette cabale et son ressentiment est encore plus fort lorsqu'il s'avère que la première Arrows, le modèle FA1, est en fait une copie de sa Shadow DN9. Il intente un procès à Tony Southgate, accusé d'être parti avec le projet Shadow.
L'Arrows FA1 débute aux mains de Riccardo Patrese, ancien pilote Shadow, et Rolf Stommelen en provenance de Brabham. Gunnar Nilsson, remplacé par Ronnie Peterson chez Team Lotus aurait dû être titulaire mais, victime d'un cancer, il est hospitalisé dans un centre de traitement intensif et décèdera sans avoir pris le volant d'une Arrows. 
Lors de sa deuxième apparition en championnat du monde, à l'occasion du Grand Prix d'Afrique du Sud, Arrows crée la surprise en prenant la tête de la course grâce à Riccardo Patrese, finalement contraint à l'abandon à quinze tours de l'arrivée sur casse moteur. Lors des deux Grands Prix suivants (à Long Beach puis à Monaco) il obtient les premiers points de l'équipe en terminant sixième. Sa progression est linéaire, en Suède, après une rude bagarre contre le pilote local Ronnie Peterson, il se classe second et obtient le premier podium de son écurie. 

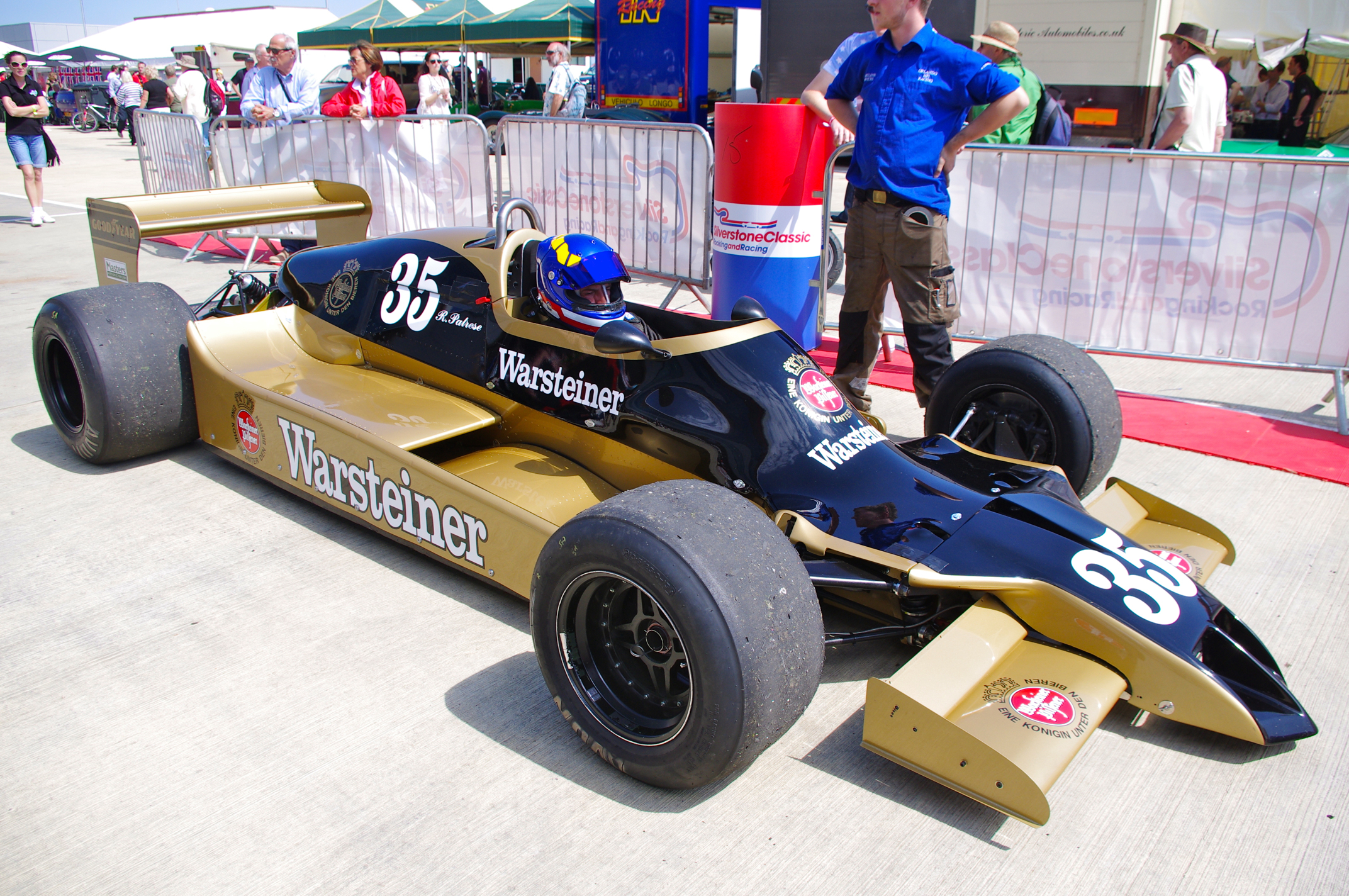
Arrows A1B en démonstration à Silvestone en 2012.

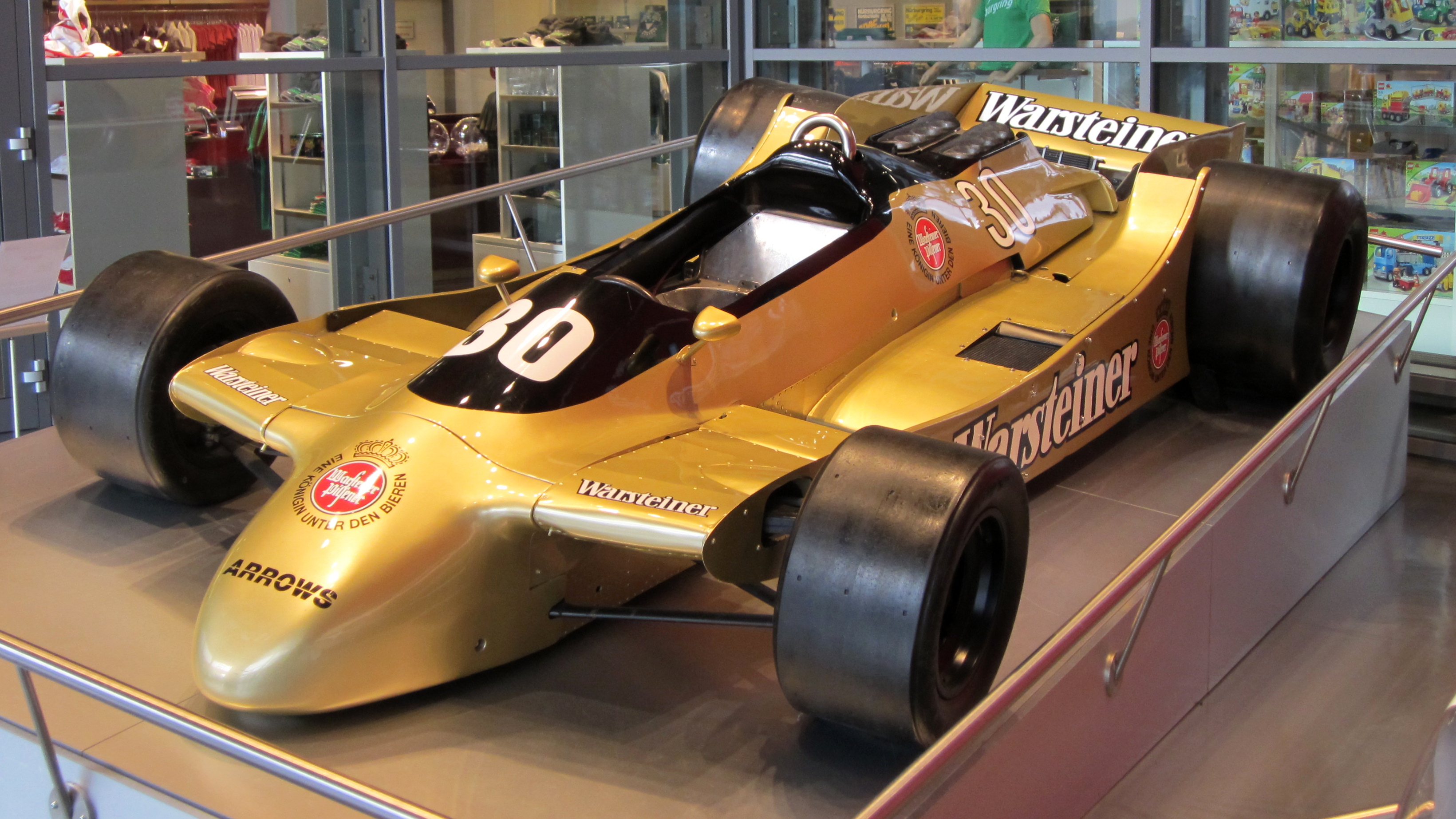
L'Arrows A2 exposée au musée du Nurburgring.

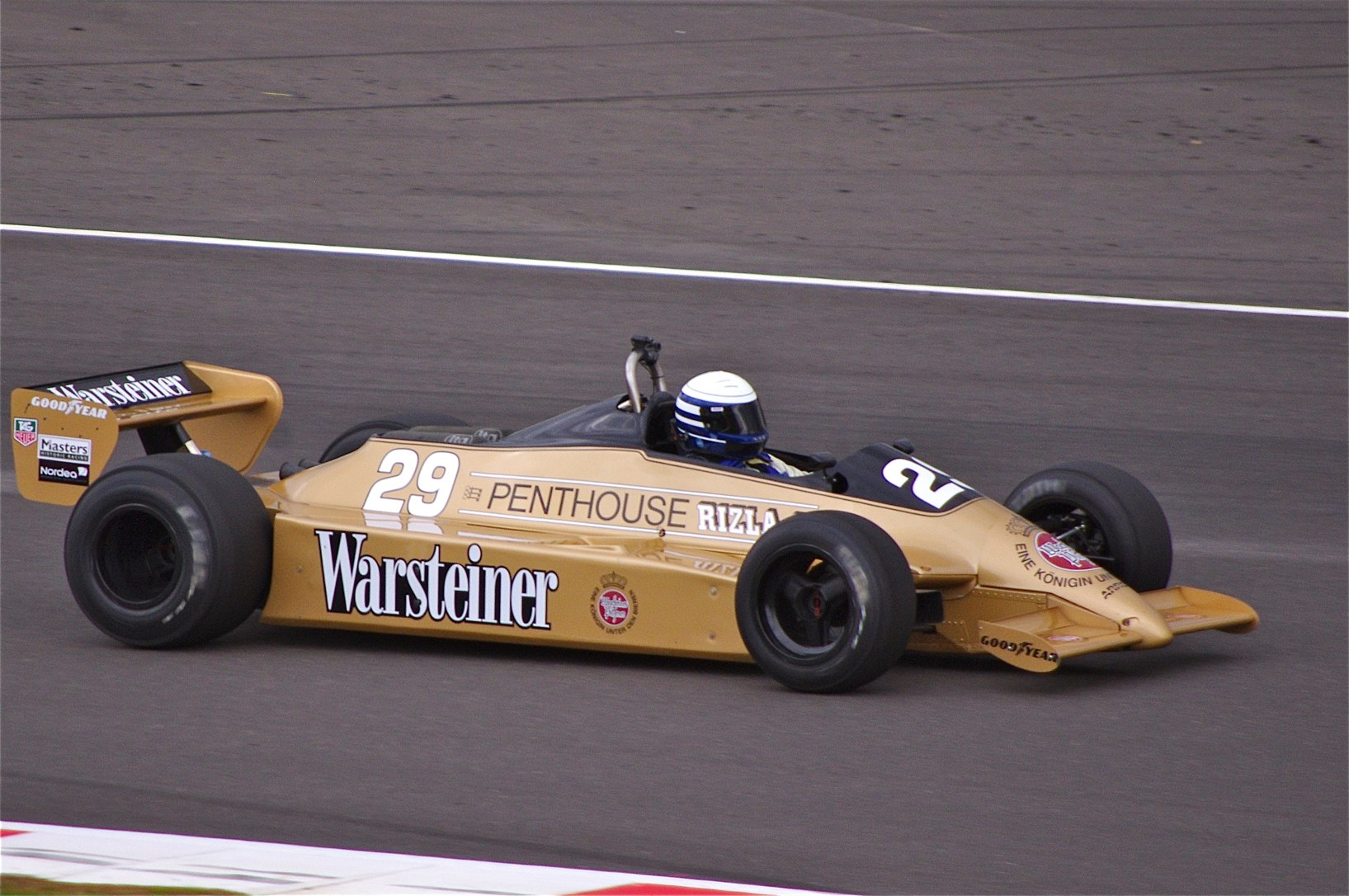
Arrows A3 en démonstration à Silvestone en 2011.

En Autriche, après dix courses, la monoplace doit évoluer en A1 à la suite de la perte du procès intenté par Shadow. Toutes les pièces de la FA1 doivent être cédées à Don Nicholls. Les performances de la nouvelle A1 sont en retrait par rapport à la FA1 et les pilotes doivent surconduire pour réaliser des résultats. Patrese s'accroche avec Didier Pironi au Grand Prix de Hollande et s'attire l'animosité de ses confrères, animosité attisée par Ronnie Peterson qui n'a pas apprécié la hargne de l'Italien en Suède. Avant même le début des essais du Grand Prix d'Italie, Patrese est considéré comme un « mouton noir ». Lors de la course, qui tourne à la tragédie, il est accusé par James Hunt de l'avoir tassé contre Peterson et d'avoir ainsi provoqué l'accrochage qui entraînera le décès du Suédois. Patrese n'a en pourtant pas grand-chose à se reprocher dans cette histoire et a été victime de sa mauvaise réputation. Hunt dévoile à cette occasion un aspect peu reluisant de sa personnalité en s'obstinant à faire porter le chapeau au jeune Italien. Si Patrese est suspendu au Grand Prix des États-Unis Est, il a sa revanche lors de la dernière épreuve, au Canada en terminant quatrième. La saison inaugurale d'Arrows, pour chaotique qu'elle fut, se solde donc par onze points inscrits, un podium, trente-sept tours en tête et la neuvième place du championnat du monde, palmarès dû en totalité à Patrese.
En 1979, Tony Southgate s'oblige à concevoir une monoplace totalement en rupture avec sa devancière pour définitivement faire taire ses détracteurs qui l'ont accusé de plagiat. La monoplace n'est pas finalisée au début de saison et c'est une évolution de l'A1, dénommée A1B, qui débute aux mains de Patrese et de Jochen Mass en provenance d'ATS. Les pilotes se mettent en valeur en Belgique (Patrese se classe cinquième) et à Monaco où Mass est sixième. L'A2 apparaît au Grand Prix de France à Dijon-Prenois et est immédiatement surnommée « le tube à cigare roulant » ; elle est dépourvue d'aileron avant, son museau est tout arrondi et elle exhibe une livrée dorée. Ses performances sont loin des espoirs de Southgate puisque seul Mass réussit à inscrire deux nouveaux points en Allemagne et en Hollande. Lors de l'avant-dernier Grand Prix, au Canada, Patrese prend le départ avec une A1B tandis que son coéquipier n'arrive pas à qualifier l'A2. Si Arrows conserve sa position au classement final du championnat, cinq points seulement sont inscrits, moitié-moins que l'année précédente.
Pour 1980, conscient de l'échec de l'A2, Southgate conçoit une monoplace plus classique et conforme aux canons de l'époque. L'A3 souffre toutefois d'un gros problème de tenue de route et les pilotes ont les pires difficultés à contrer un sous-virage intempestif. Patrese et Mass terminent sixièmes respectivement au Brésil et à Kyalami puis l'Italien termine second à Long Beach. Mass est quatrième à Monaco alors qu'il n'était que quinzième sur la grille mais se blesse en Autriche et est forfait pour plusieurs courses. Mike Thackwell et Manfred Winkelhock, ses remplaçants, n'arrivent jamais à se qualifier. L'Allemand revient à partir du Canada, mais Arrows n'inscrit plus de points. Jackie Oliver prend la décision de limoger Southgate et offre une promotion à Wass. Le bilan de la saison est une septième place en championnat avec onze points.
Pour la saison 1981, Wass fait évoluer l'A3, désormais chaussée de Michelin en lieu et place des Goodyear. Patrese, épaulé par Siegfried Stohr, réalise sa première pole position, et la première de son équipe, au Grand Prix inaugural de Long Beach où abandonne après vingt-quatre tours en tête. Au Grand Prix suivant, au Brésil, il a sa revanche en terminant sur la dernière marche du podium puis, lors de la quatrième course, à Saint Marin, il se classe second derrière Nelson Piquet. Michelin quitte Arrows qui doit se fournir en catastrophe chez Goodyear car Pirelli ne souhaite équiper que Toleman. Après une course en pneus usagés en France, Arrows convainc enfin le manufacturier italien. Patrese, lassé des déboires d'Arrows, et qui avait déjà failli partir la saison précédente, quitte l'équipe pour signer chez Brabham tandis que Stohr, totalement transparent, est limogé à deux épreuves de la fin de la saison et remplacé par Jacques Villeneuve qui ne se qualifie jamais. Le bilan de la saison 1981 est une pole position, deux podiums, dix points inscrits et la perte d'une place au championnat constructeur.

### Les déceptions

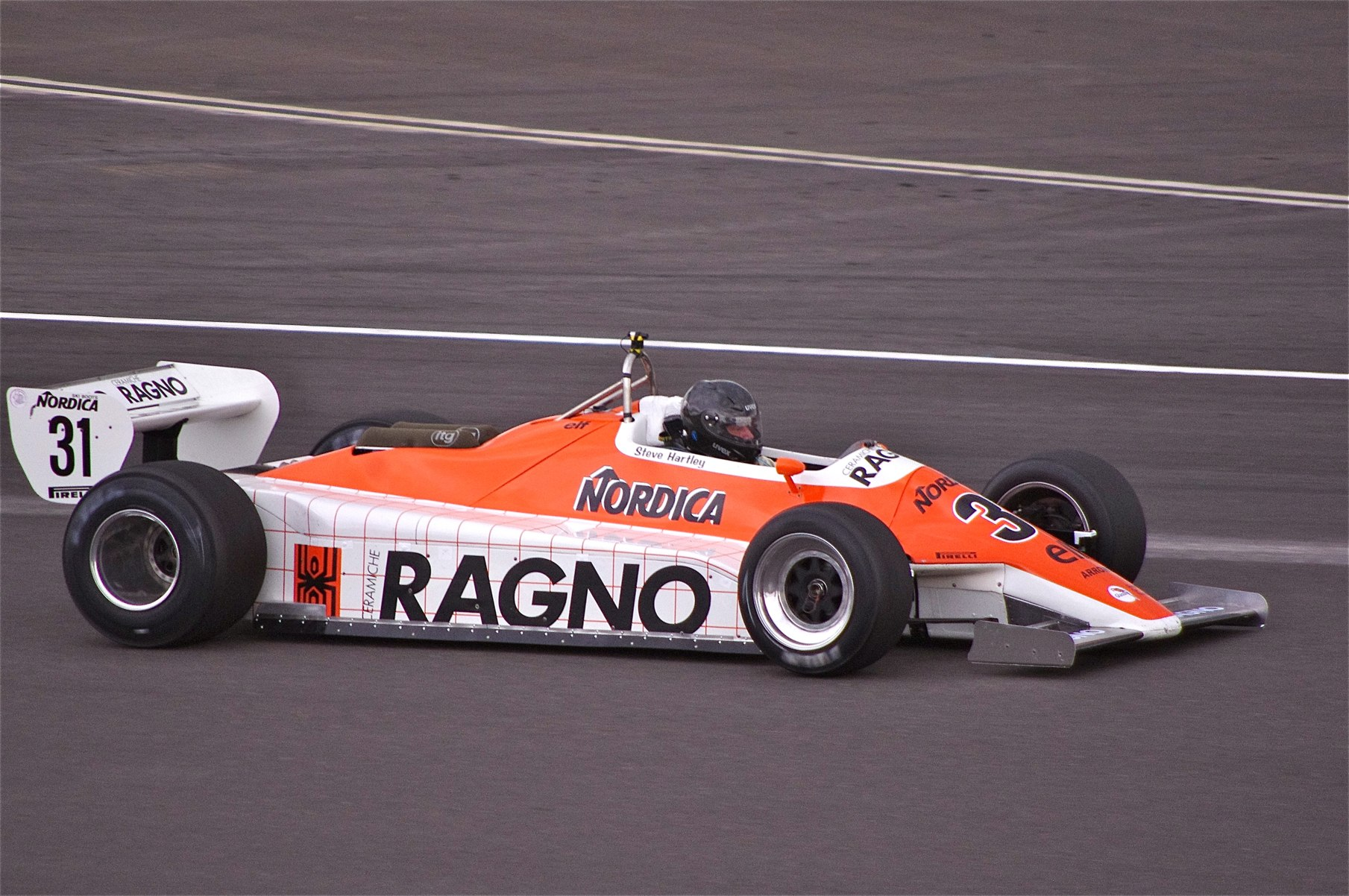
Arrows A4 en démonstration à Silverstone en 2011

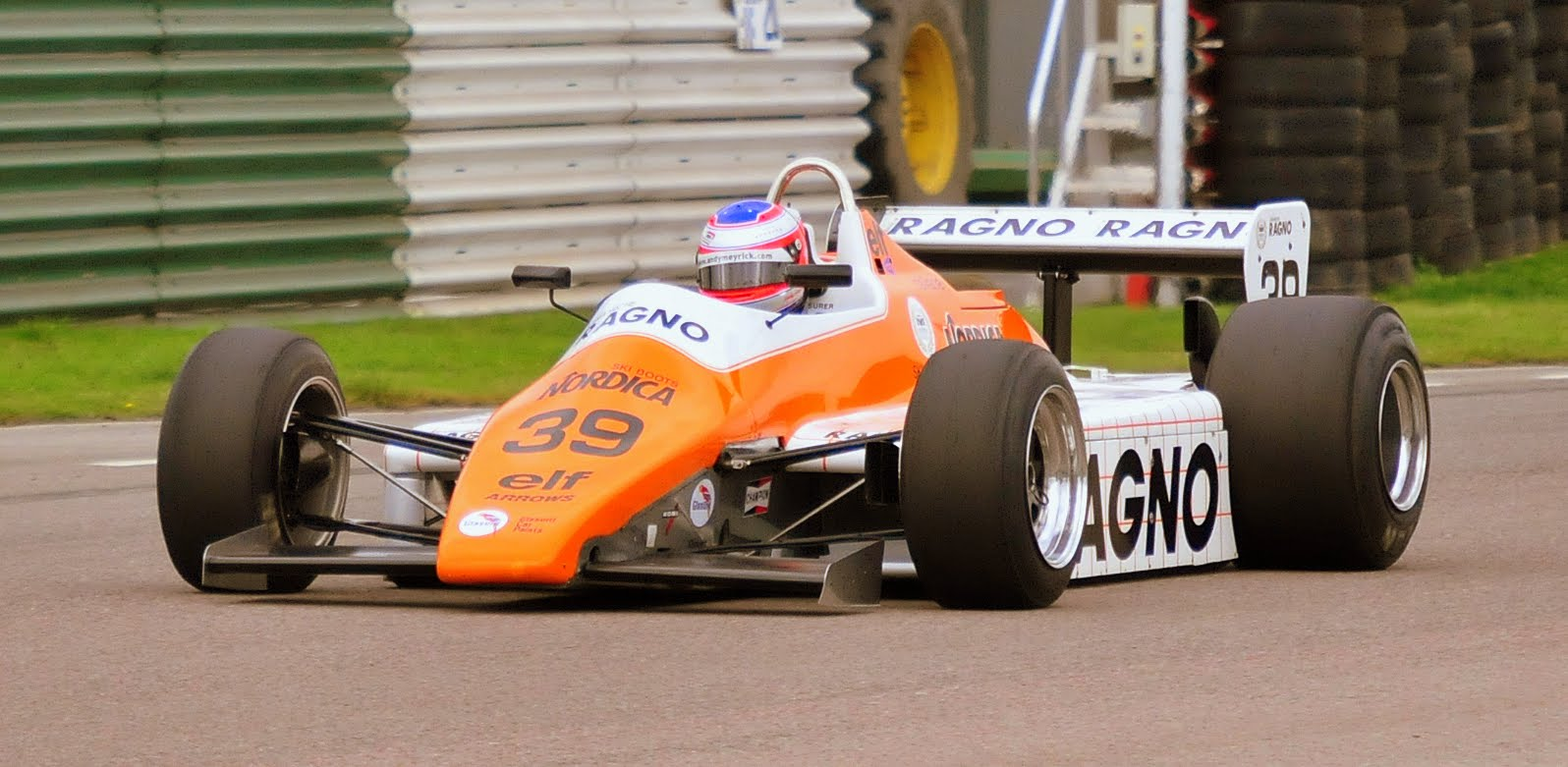
Arrows A5 en démonstration à Mallory Park en 2009

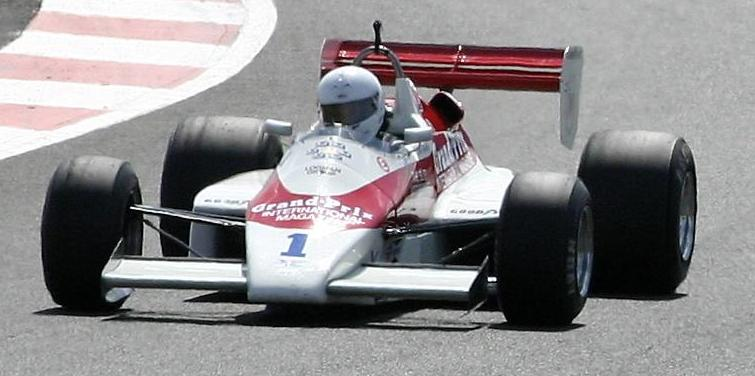
Arrows A6 en démonstration à Silverstone en 2008

En 1982, Les pilotes de l'A4 sont Marc Surer en provenance de Theodore Racing qui vient de faire faillite et Mauro Baldi, néophyte en Formule 1. Arrows n'inscrit ses premiers points qu'au bout du sixième Grand Prix (Surer cinquième au Canada) puis Baldi marque son premier point en Formule 1 aux Pays-Bas. Les pilotes peinent à qualifier correctement l'A4, puis l'A5 à partir du Grand Prix de Suisse, et ne ramènent qu'un nouveau point chacun. La saison se solde par cinq points inscrits et la onzième place au championnat des constructeurs. À la suite de ces résultats calamiteux, les commanditaires Ragno et Nordica annoncent qu'ils ne reconduisent pas leur partenariat avec Arrows.
La saison 1983 est un véritable chemin de croix : faute de commanditaire, la livrée de l'A6 est entièrement immaculée au Brésil. La motorisation Cosworth est mise en difficulté par les nouveaux moteurs turbocompressés. Si Alan Jones, champion du monde en 1980, s'engage au sein de l'équipe, il ne dispute que la seconde course de la saison avant de prendre sa retraite, insuffisamment remis de douleurs liées à une ancienne blessure. Les pilotes Thierry Boutsen, Chico Serra (intérim de Jones) puis Marc Surer, de retour après un passage éclair chez Brabham, font leur possible pour se tirer honnêtement des qualifications mais seul le Suisse récupère des petits points au fil de la saison dont le bilan est très maigre.

### Les débuts avec le moteur turbocompressé

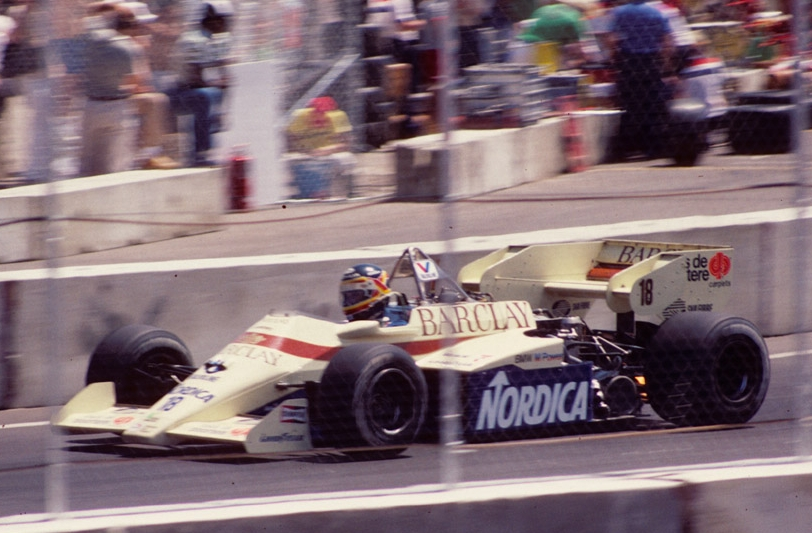
Thierry Boutsen sur l'A7 à Dallas en 1984

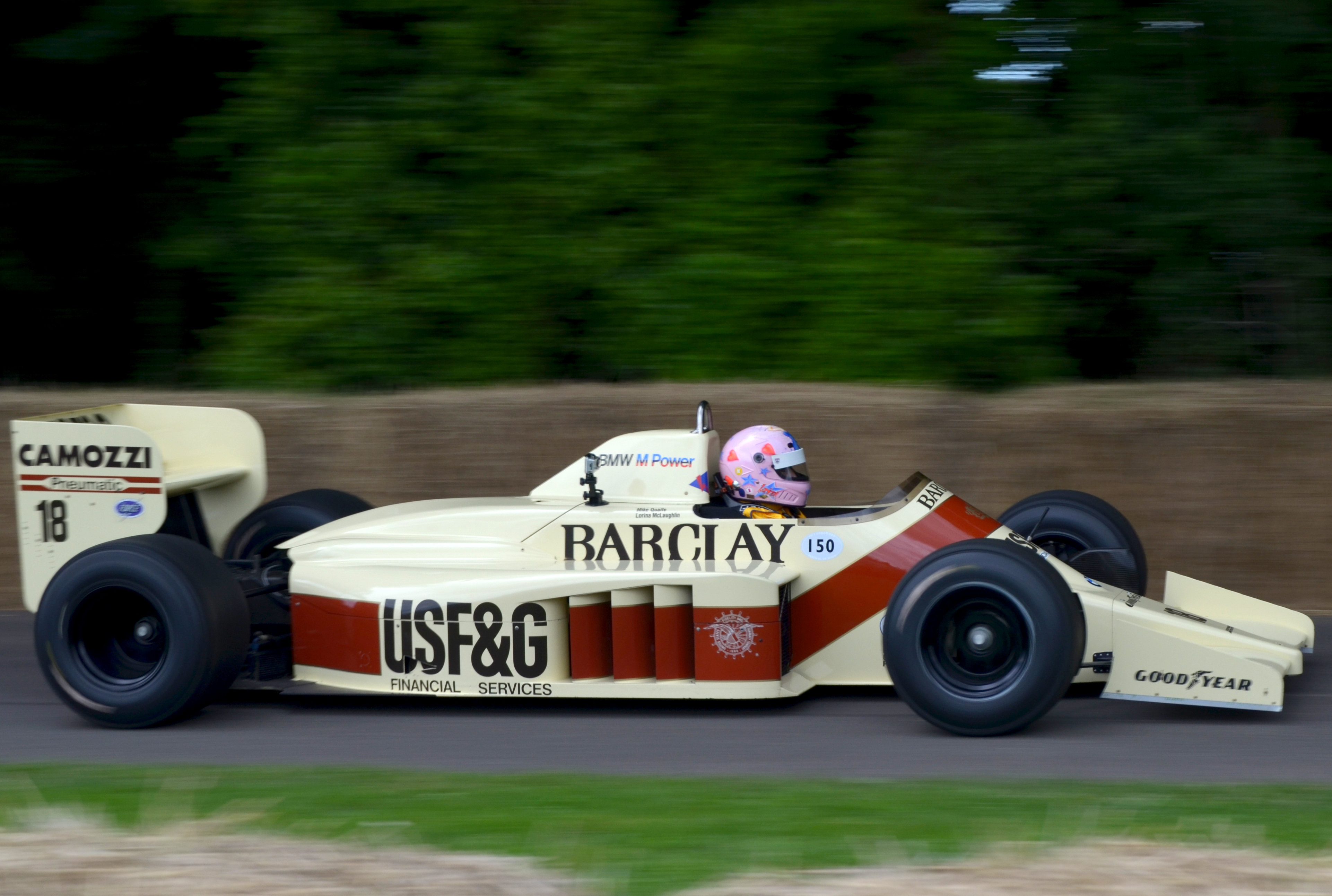
L'A9 en exhibition à Goodwood en 2012

En 1984, le principal objectif d'Arrows est de disposer d'un moteur turbocompressé, la saison 1983 ayant démontré que les blocs atmosphériques ne peuvent plus que grappiller quelques points au gré des abandons des moteurs turbocompressés. Les dirigeants parviennent à faire revenir Nordica et à convaincre le cigarettier Barclay de les soutenir. Grâce à cette manne financière, Arrows peut approcher BMW pour la fourniture d’un moteur turbocompressé. L'A6 atmosphérique à bloc Ford-Cosworth DFV doit néanmoins démarrer la saison et Boutsen ramène le point de la sixième place devant Surer lors du Grand Prix inaugural. 
Si Wass finalise l'A7 pour le Grand Prix de Belgique, un seul châssis est réalisé, pour Boutsen. Lorsque le Belge échange sa monoplace avec Surer à Saint-Marin, il termine cinquième sur l'A6 quand Surer abandonne sur panne de turbocompresseur. L'A7 inscrit ses seuls points de la saison au Grand Prix d'Autriche où Boutsen et Surer terminent cinquième et sixième. Cette saison d'apprentissage de la technologie turbo se solde par une neuvième place au championnat.
En 1985, Surer est remplacé par Gerhard Berger tandis que Dave Wass conçoit sa première monoplace en carbone, l'A8. Si les résultats ne sont toujours pas au rendez-vous en qualifications, Thierry Boutsen se classe toutefois deuxième à Imola, quatrième en Allemagne et sixième en Europe et en Afrique du Sud. Berger n'inscrit des points que lors des deux derniers Grands Prix (cinquième et sixième). Avec quatorze points, l'écurie termine huitième du championnat du monde des constructeurs, ce qui ne suffit pas à retenir Berger qui part chez Benetton.
Pour 1986, Arrows doit continuer avec BMW alors que son bloc à quatre cylindres en ligne turbocompressé n'est pas particulièrement performant. De plus l'A8 doit démarrer la saison, la nouvelle A9 n'étant pas encore prête. Boutsen est désormais épaulé par Christian Danner en provenance d'Osella. Il inscrit le seul point d'une saison catastrophique en Autriche, au volant de l'ancienne A8. L'A9, dont la conception est totalement ratée, ne court qu'en seulement deux occasions : la coque en carbone fabriquée par British Aerospace se tord inconsidérément à chaque passage en appui. Dave Wass est limogé avant la fin de la saison et remplacé par Coppuck qui se contente d'aligner en course le modèle A8. Coppuck quitte rapidement une écurie en perdition et Ross Brawn est chargé de concevoir l'A10 qui doit être alignée en 1987.

### Le renouveau grâce à Ross Brawn

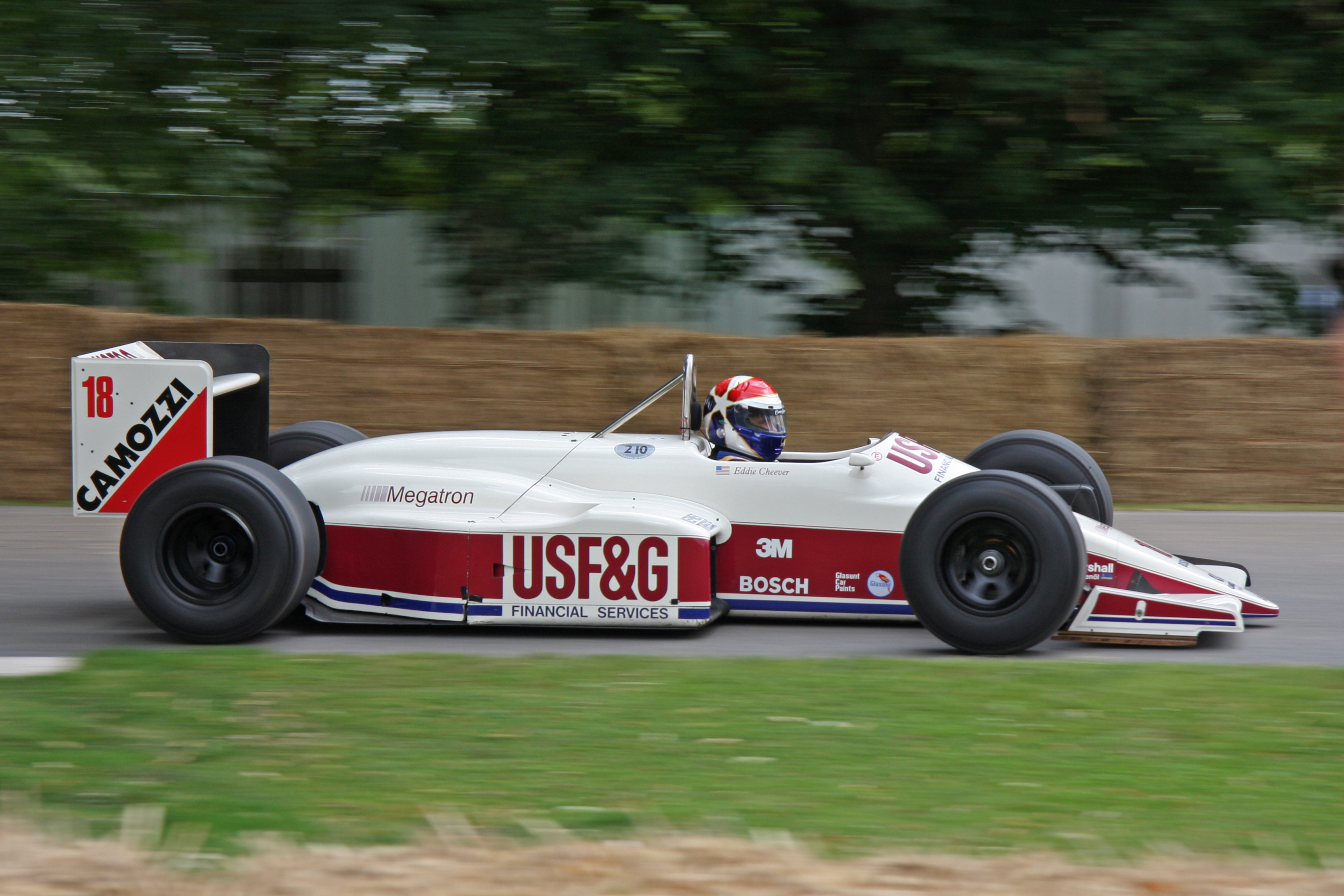
Eddie Cheever conduit son Arrows A10B en 2008 au Goodwood Festival of Speed.

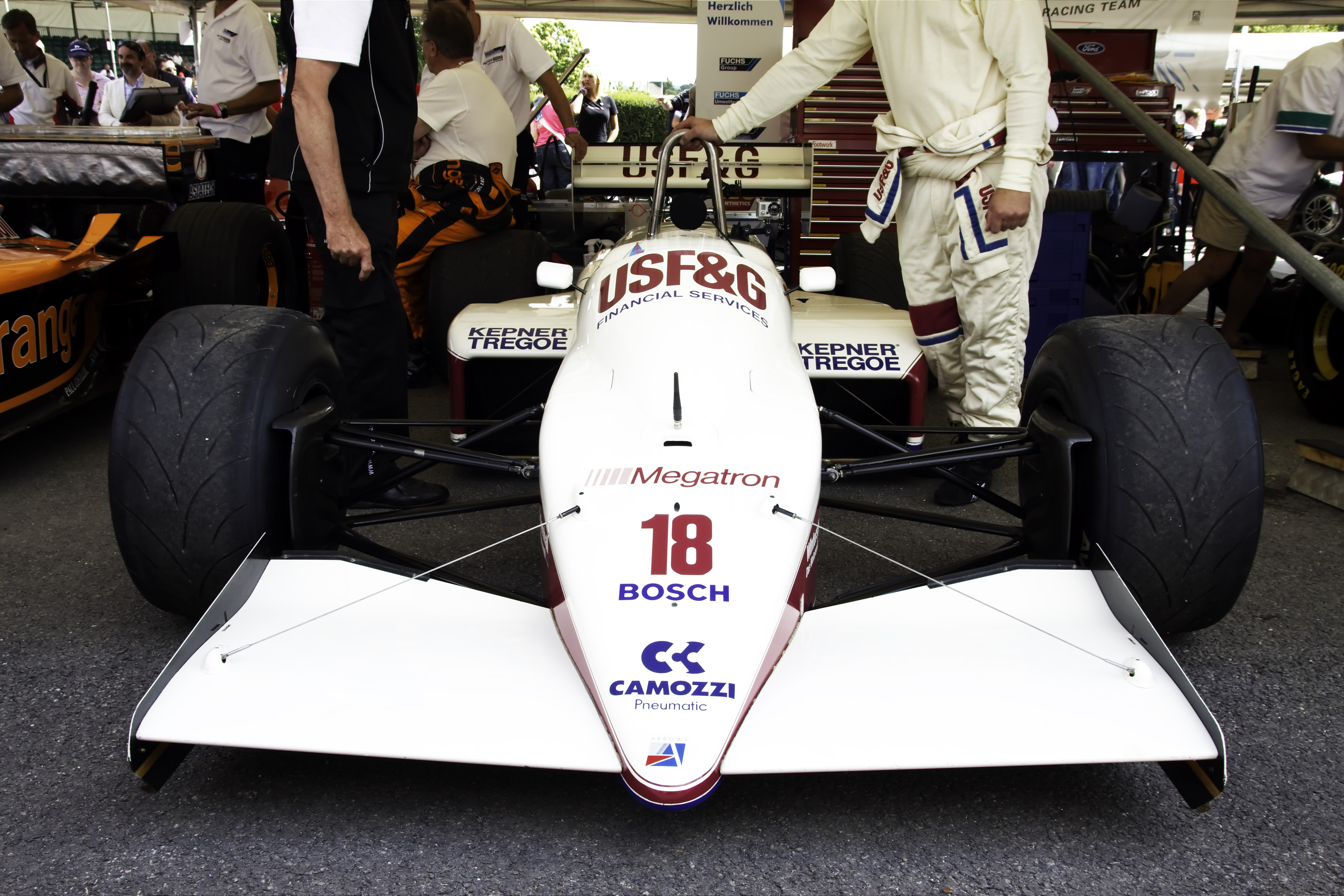
Arrows A10B en exhibition en 2011.

Ross Brawn dessine l'A10 de manière à intégrer au mieux le moteur Megatron, nouvelle dénomination de l'ancien bloc BMW. Le duo de pilotes est totalement renouvelé avec Derek Warwick, en provenance de Brabham et Eddie Cheever (ex-Alfa Romeo). Les progrès sont surprenants, surtout en qualifications, jusque-là principal point faible d'Arrows. Cheever se classe quatre fois dans les points et Warwick deux fois. Le moteur reste toujours la cause de nombreux abandons et Arrows termine le championnat sixième avec onze points. 
En 1988, Arrows poursuit sur les mêmes bases que la saison précédente avec une monoplace qui évolue en A10B et les mêmes pilotes. Arrows obtient une dérogation de la FISA pour s'engager car la monoplace, qui conserve un pédalier en avant de l'axe des roues avant, ne peut être modifiée. La première partie de la saison est très satisfaisante avec des places régulières dans les points mais la quête à la puissance se traduit par une succession d'abandons (quatorze au total). Arrows réussit sa meilleure saison depuis sa création puisque vingt-trois points sont inscrits avec notamment un podium pour Cheever.
En 1989, Brawn conçoit la nouvelle A11 autour du moteur Cosworth V8 DFR, les moteurs turbocompressés étant désormais interdits ; les problèmes chroniques de fiabilité d'un bloc Megatron poussé au-delà de ses limites pourront donc être résolus. Eddie Cheever obtient un podium pour son Grand Prix national, à Phoenix, tandis que Derek Warwick récolte de petits points à cinq reprises. Pourtant, les deux pilotes ainsi que Ross Brawn décident de quitter l'équipe à la fin de la saison.

### Le rachat d'Arrows par Footwork

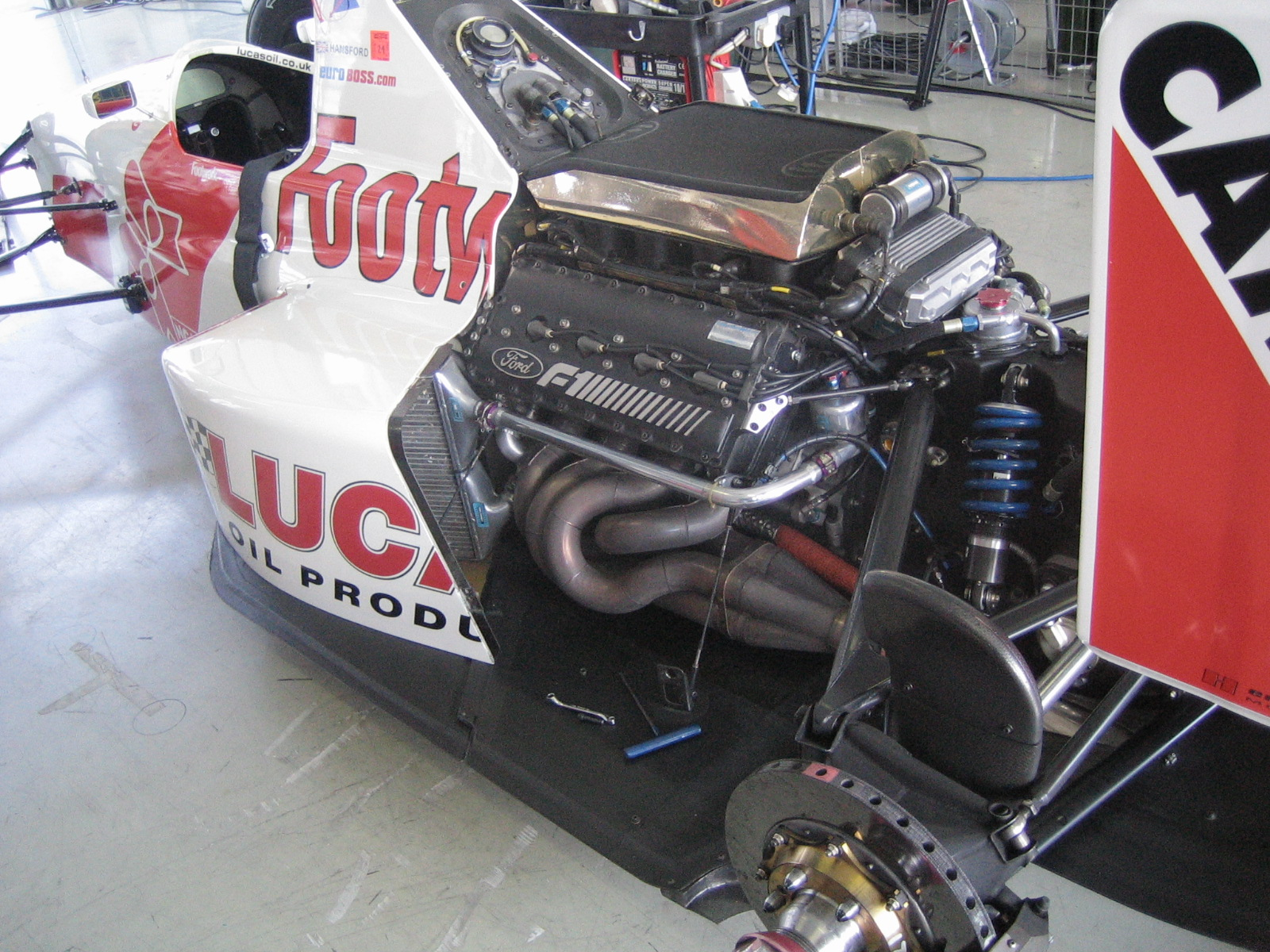
Vue de l'Arrows A11 à moteur Ford-Cosworth, la première à arborer une livrée Footwork

En 1990, l'Arrows-Ford est confiée au duo italien Michele Alboreto et Alex Caffi débauché de chez Dallara. Les années 1990 constituent le début de l'apparition des consortiums japonais en Formule 1 : Middlebridge absorbe Onyx puis Brabham, Leyton House fait de même avec March Engineering tandis que Footwork lorgne sur une écurie Arrows moribonde financièrement. 
Arrows persuade Porsche de lui fournir un moteur V12 atmosphérique, Footwork apportant la caution financière nécessaire. Porsche, bien qu'en négociations poussées avec Onyx, accepte l'offre d'Arrows pour la saison 1991, ce qui provoquera indirectement la disparition d'Onyx. Le nouvel ingénieur, John Wickham, associé de Gordon Coppuck du temps de Spirit Racing mais surtout concepteur de la Footwork de Formule 3000, est chargé de concevoir un modèle de transition, l'A11B, propulsé par un moteur V8 Cosworth en attendant que les ingénieurs allemands aient mis au point le V12. 
Il n'y a pas grand-chose à espérer de cette saison : l'écurie finit avec seulement deux points, récoltés par Caffi, cinquième à Monaco. Ces points sont néanmoins très importants car ils permettent à Arrows d'éviter de disputer les pré-qualifications. Profitant de la situation de faiblesse de l'écurie, Footwork rachète entièrement Arrows qui est rebaptisée Footwork Racing à l'occasion de son inscription en championnat du monde en 1991. C'est la fin de la première aventure « tout Arrows » en Formule 1.

### Les désillusions

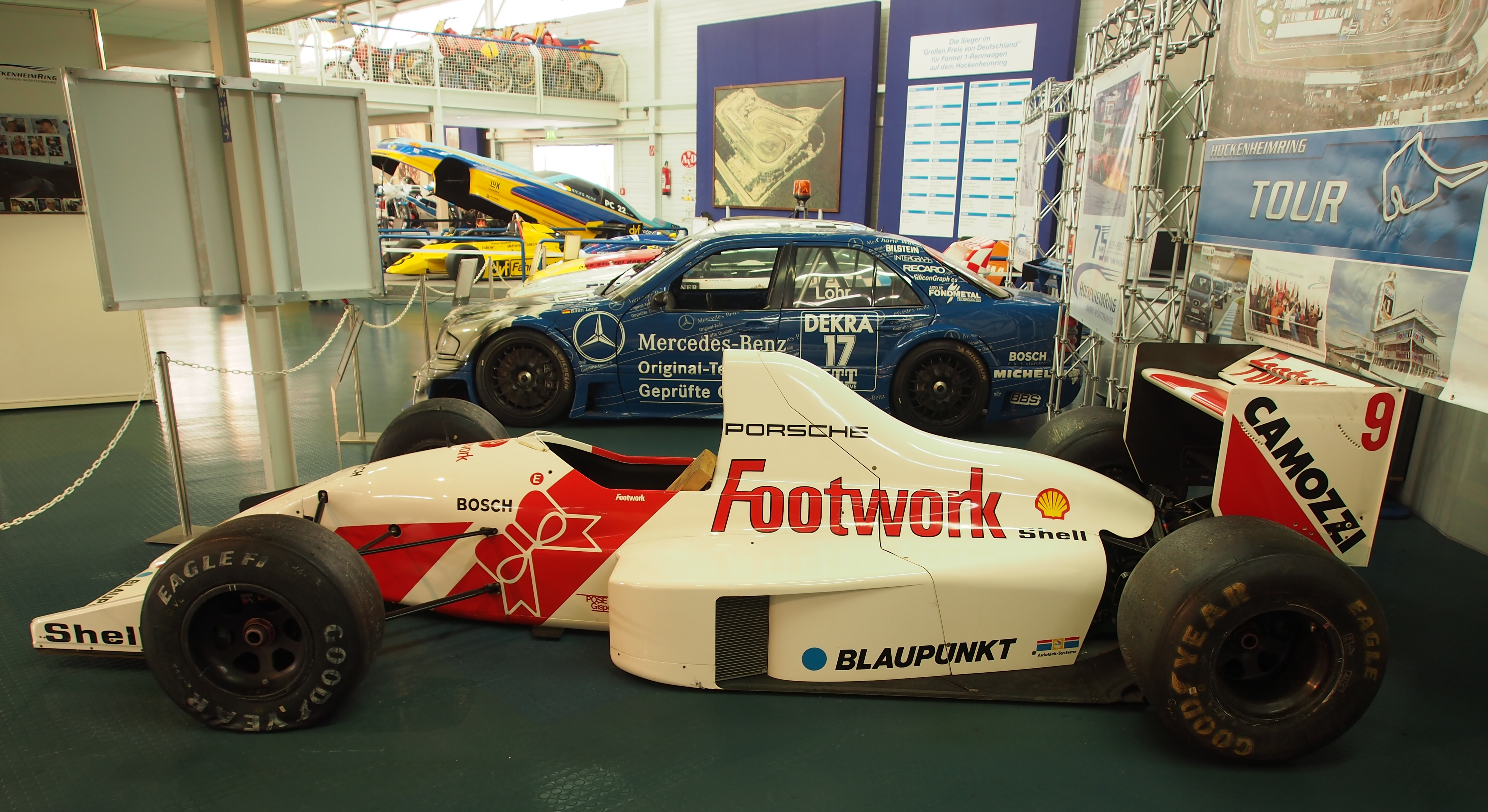
La Footwork A11C exposée au Motor-Sport-Museum d'Hockenheim.

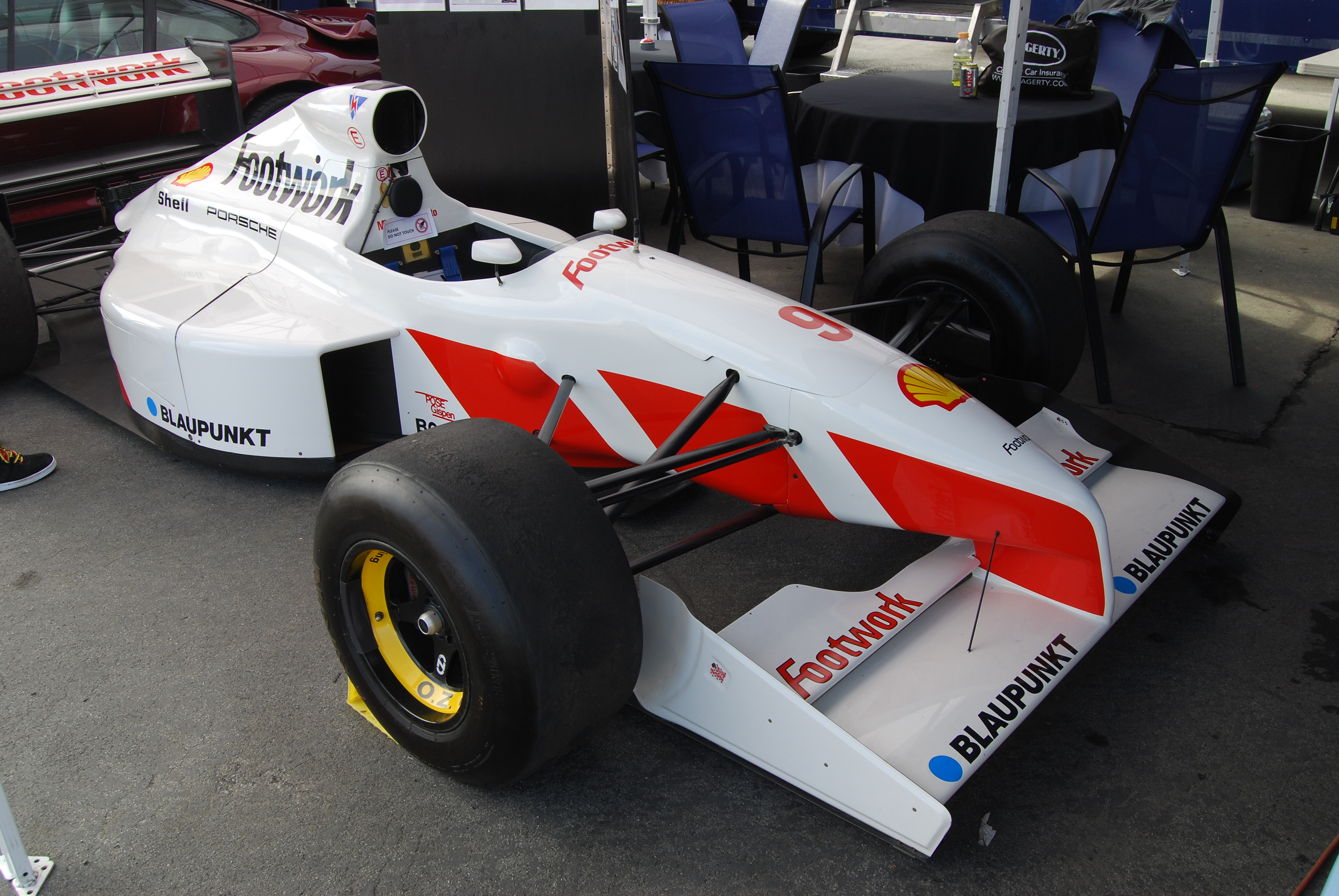
La Footwork FA12 à moteur Porsche

La nouvelle monoplace n'étant pas prête en début de saison, un modèle hybride est aligné, la Footwork A11C, une simple évolution du châssis A11 modifié pour recevoir le moteur V12 Porsche à la place du V8 Cosworth. Pour son retour en Formule 1, Porsche n'a pas mis beaucoup de moyens ; en effet, le V12 de 3 500 cm3, conçu de manière économique à partir de deux anciens moteurs V6 de 1 500 cm3 datant du partenariat victorieux avec McLaren à l'époque des moteurs turbocompressés, est extrêmement lourd par rapport à ses concurrents. L'A11C est une piètre monoplace qui traîne piteusement son arrière-train à la manière d'une hyène, à cause d'un bloc beaucoup trop lourd qui écrase les suspensions. Lors du Grand Prix inaugural, Caffi n'arrive pas à se qualifier et Alboreto est dernier sur la grille. Le second Grand Prix, au Brésil, est encore plus difficile puisqu'aucune monoplace ne se qualifie. 
Le nouvel ingénieur Alan Jenkins (ex-McLaren TAG Porsche) dévoile la nouvelle FA12 à Imola. Elle souffre du même défaut que l'hybride : le moteur est trop présent sur le train arrière et la tenue de route très aléatoire. Caffi compromet sa saison en se blessant à Monaco au volant d'une FA12 inconduisible et est remplacé par Stefan Johansson. En cinq qualifications, le moteur casse cinq fois. Au Mexique, dans le banking du circuit, la force centrifuge provoque le déjaugeage du circuit d'huile et la casse de quatre moteurs au cours de la première journée d'essais. Jackie Oliver, toujours aux commandes de l'écurie bien qu'il n'en soit plus propriétaire, se décide à se débarrasser du moteur Porsche pour acquérir un V8 Hart. Finalement, à partir du Grand Prix de France, l'écurie se rabat sur un V8 Cosworth. Une nouvelle voiture hybride, la FA12C, doit être conçue en catastrophe pour se réadapter à un moteur V8. La première saison de Footwork se solde par un score vierge de point, ce qui n'était jamais arrivé du temps d'Arrows.
Pour 1992, Footwork profite du fait que l'écurie Tyrrell Racing se sépare de Honda pour récupérer le moteur V10 Mugen-Honda, une évolution du V10 utilisé par McLaren en 1990, en lieu et place du V8 Cosworth intérimaire. Alboreto est convaincu par Oliver de rempiler et est épaulé par le Japonais Aguri Suzuki (ex-Larrousse). Si la FA13 est inspirée d'une McLaren et d'une Jordan, son châssis n'est à la hauteur ni de l'une ni de l'autre. Toutefois le moteur Mugen se révèle fiable et Alboreto récolte des points en plusieurs occasions (sixième au Brésil et au Portugal et cinquième en Espagne et à Saint-Marin). Suzuki, par contre, ne peut soutenir la comparaison avec l'Italien en n'inscrivant aucun point. Footwork termine septième du championnat avec six points.
En 1993, la FA13B dispute les deux premiers Grands Prix de la saison, le temps que Jenkins termine la FA14 à moteur V10 Mugen. La nouvelle monoplace reçoit enfin une boîte de vitesses semi-automatique et un système d'antipatinage et Oliver négocie une fourniture en suspensions actives auprès de McLaren. Alboreto, parti chez la Scuderia Minardi, est remplacé par le revenant Derek Warwick, vainqueur des 24 Heures du Mans 1992 sur Peugeot 905 et qui n'avait de cesse de retourner en Formule 1. Le début de saison est catastrophique car l'écurie n'arrive pas à régler le système de suspensions actives. À partir du Grand Prix d'Angleterre, Warwick ramène le premier point de la saison et en inscrit trois de plus en Hongrie tandis que, comme l'année précédente, Suzuki ne marque aucun point. Avec quatre points, Footwork se classe neuvième du championnat du monde. 
La récession économique au Japon contraint Leyton House, Middlebridge et Footwork (impliqués dans des scandales politico-financiers) à abandonner leur activité en Formule 1, causant la disparition de nombres d'écuries comme Onyx, Brabham et March. Jackie Oliver évite le dépôt de bilan et engage son écurie en championnat du monde 1994 sous son patronyme d'origine.

### Le retour d'Arrows

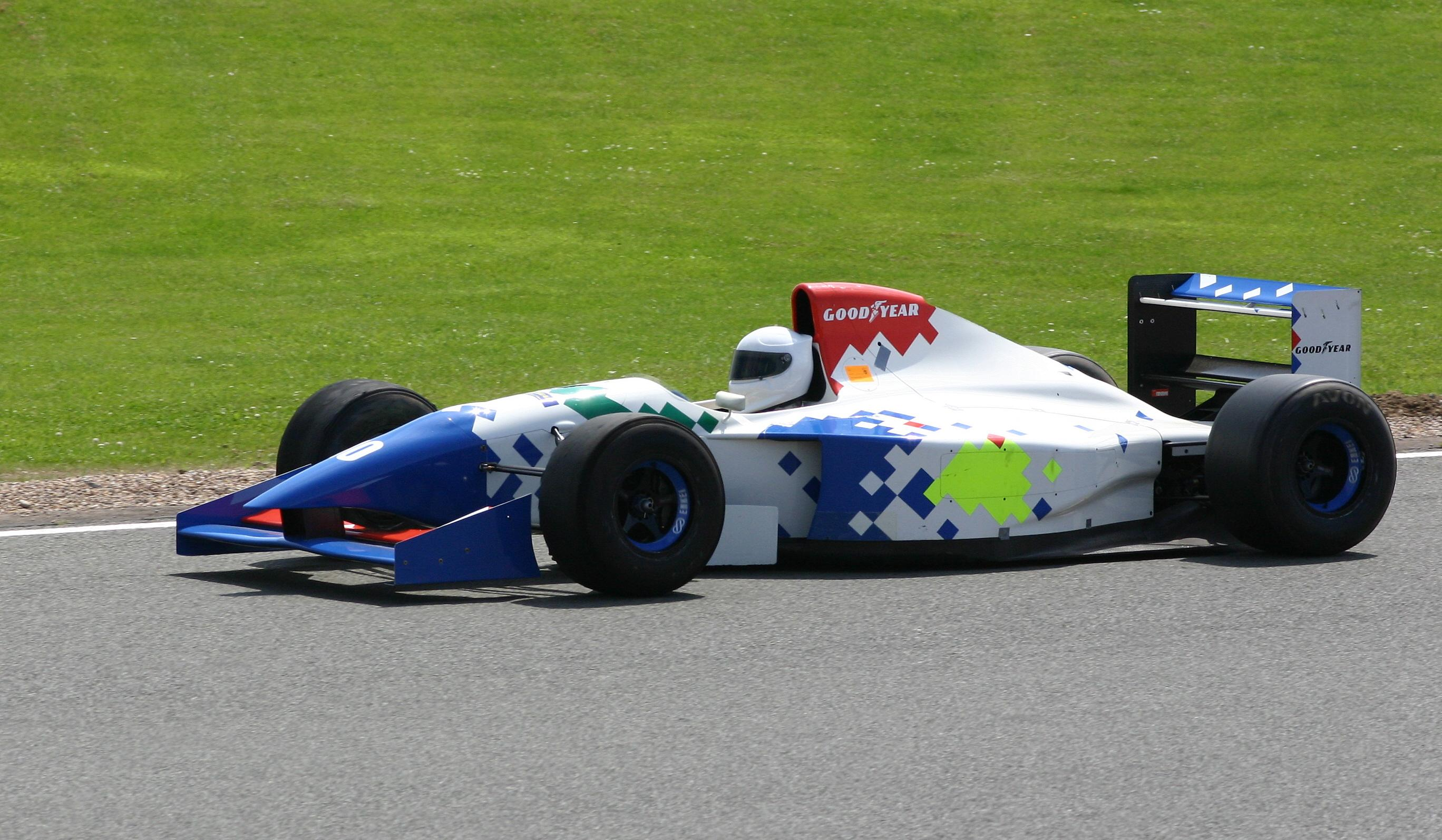
La FA15 de 1994 en démonstration à Silverstone en 2008

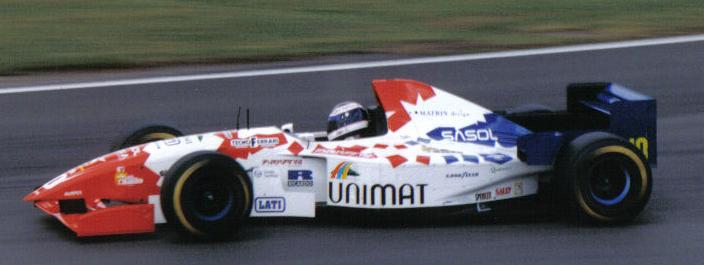
Taki Inoue sur la FA16 au GP de Grande-Bretagne 1995

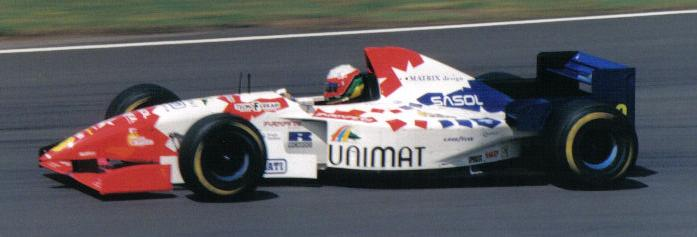
Massimiliano Papis sur la FA16 au GP de Grande-Bretagne 1995

En 1994, le départ de Footwork en tant qu'actionnaire, bien que restant commanditaire principal de l'équipe (si l'écurie est dénommée Arrows Grand Prix International ltd, sa dénomination commerciale est Footwork-Ford) est synonyme de perte du budget nécessaire à la poursuite du partenariat avec Mugen. 
Jackie Oliver, à nouveau maître chez lui, fait appel à Cosworth et le V8 HB motorise la FA15 (la dénomination en FA est conservée car Footwork reste commanditaire de l'écurie), confiée à Christian Fittipaldi, le neveu d'Emerson Fittipaldi, en provenance de Minardi aux côtés de Gianni Morbidelli, ancien pilote-essayeur de la Scuderia Ferrari. Le jeune Brésilien se classe deux fois quatrième  aux Grands Prix d'Allemagne et du Pacifique tandis que Morbidelli inscrit son premier point en Belgique avant de terminer cinquième derrière son coéquipier en Allemagne. La boîte de vitesses semi-automatique est responsable de cinq abandons sur les dix-sept de la saison. Les neuf points récoltés permettent à Arrows de se classer à la neuvième place du championnat.
Pour 1995, Oliver délaisse le Cosworth responsable de sept abandons la saison précédente et se fournit chez Hart dont le V10 a démontré ses qualités sur les Jordan Grand Prix. Brian Hart est convaincu que l'avenir est aux V8 et la nouvelle monoplace est développée autour de cette architecture. Oliver tente d'obtenir un partenariat avec le constructeur Daewoo pour rebadger le moteur et étoffer son budget mais les négociations échouent. Arrows engage donc deux FA16 à moteur V8 Hart en championnat pour les pilotes payants Gianni Morbidelli et Taki Inoue. Celui-ci, qui a débuté en Formule 1 en 1994 chez Simtek, sans grands résultats, est surtout recruté pour l'importance de son apport financier, car la famille Inoue contrôle le grand groupe financier Nova, qui devient un des commanditaires d'Arrows. Les autres pilotes remarquent vite qu'Inoue n'a pas le niveau requis, sa lenteur étant jugée dangereuse. Surnommé dans le paddock « la chicane mobile du soleil levant », Inoue se fait remarquer par un nombre important de sorties de piste et figures non-académiques (il est même renversé à deux reprises par la voiture de sécurité). Il conserve cependant son baquet pour toute la saison. Morbidelli n'est lui pas logé à la même enseigne : bien qu'il ait ramené un point lors du Grand Prix Canada, Oliver le congédie pour raisons financières et le remplace par Max Papis à partir du Grand Prix de Grande-Bretagne. Cinq abandons en sept engagements plus tard, Oliver demande à Morbidelli de reprendre sa place, même sans budget. Le miracle se produit lorsque Morbidelli termine troisième lors du Grand Prix de clôture en Australie riche en abandons : c'est le premier podium d'Arrows depuis Cheever en 1989. Le championnat est bouclé à la huitième place grâce aux cinq points de l'Italien.
En 1996, Arrows continue avec Hart dont le V8 830, qui est enfin doté d'un rappel pneumatique des soupapes, a pour principale qualité d'être minuscule, tant en poids qu'en encombrement, par rapport à ses rivaux. La FA17 de Jenkins n'est pourtant qu'une simple évolution de la FA16 qui a laissé entrevoir un beau potentiel. Les nouveaux pilotes recrutés sont Jos Verstappen (ex-Simtek) et le pilote-payant débutant Ricardo Rosset. Faute de budget, la saison qui s'annonçait sous de bons auspices est calamiteuse avec vingt abandons. Seul Verstappen rapporte le point de la sixième place en Argentine après une qualification en septième place. 
Jackie Oliver ne parvient plus à financer son écurie et la revend à Tom Walkinshaw, ex-directeur de Ligier et ex-codirecteur de Benetton. Alan Jenkins, après six ans de bons et loyaux services, avait déjà annoncé son départ pour Stewart Grand Prix et est remplacé par Frank Dernie. Walkinshaw crée la surprise en annonçant pour 1997 le recrutement de Damon Hill, champion du monde en titre, poussé vers la sortie par Frank Williams.

### Arrows version Walkinshaw

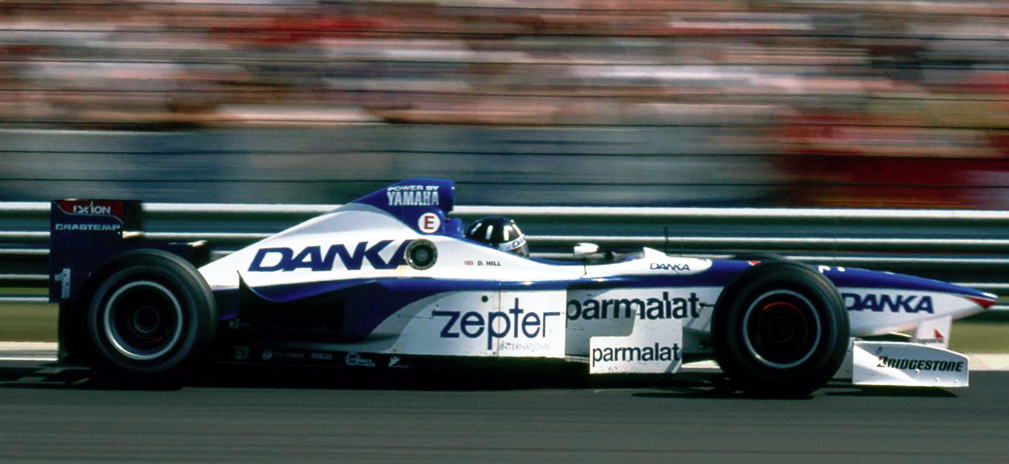
Damon Hill sur l'A18 au Grand Prix de Hongrie 1997

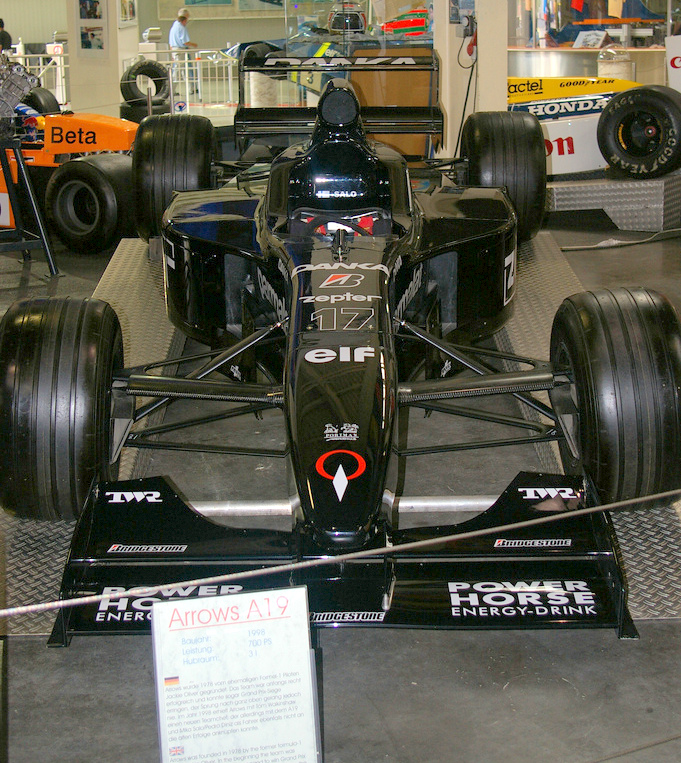
L'Arrows A19 exhibée au musée de Sinsheim Baden-Württemberg

Arrows fait désormais partie de la holding TWR qui regroupe une dizaine de sociétés près d'Oxford, Tom Walkinshaw détenant désormais 51 % d'Arrows, le restant appartenant toujours à Jackie Oliver. L'écurie est transférée de Milton Keynes à Leafield et passe de cent à cent quatre-vingts employés. Pour épauler le champion du monde Damon Hill, Walkinshaw enrôle Pedro Diniz qui apporte le soutien financier important de Parmalat. Arrows peut ainsi signer un accord de coopération technique avec Yamaha dont les moteurs sont conçus en collaboration avec le motoriste britannique Judd. Les pneumatiques sont fournis par Bridgestone qui effectue son retour en Formule 1. L'objectif avoué est de terminer dans les cinq premiers du championnat. Frank Dernie conçoit la nouvelle A18 dont la dénomination rompt avec les modèles en FA. Elle étrenne un museau relevé et utilise une boîte de vitesses semi-automatique conçue en interne. Le moteur V10 Yamaha est le plus léger du plateau avec moins de 105 kg et étonne par sa compacité.
Les résultats ne sont pourtant pas au rendez-vous. Dès l'ouverture de la saison, en Australie, Hill, qualifié vingtième, ne prend pas le départ à cause d'un problème d'accélérateur dans le tour de formation. Aucune Arrows ne voit l'arrivée des cinq Grands Prix suivants et, après huit Grands Prix, l'écurie ne compte aucun point mais onze abandons et une dixième place comme meilleur résultat. Hill, qui sort d'une campagne victorieuse, est totalement démoralisé. Il marque un point pour son Grand Prix national, à Silverstone, avant la surprise du Grand Prix de Hongrie où il se qualifie en troisième position grâce aux modifications effectuées sur la monoplace par l'ingénieur John Barnard et son bras droit Mike Coughlan et aux bonnes prestations des pneus Bridgestone sur ce tracé. À l'extinction des feux, il reste dans le sillage du poleman Michael Schumacher. Toujours au contact au onzième tour, Hill dépasse Schumacher et prend la tête de la course. Le champion du monde en titre domine l'épreuve et semble en mesure d'apporter à son écurie sa première victoire. Dans le dernier tour, sa boîte de vitesses reste bloquée en troisième et Jacques Villeneuve, son ex-coéquipier, le dépasse : Hill termine deuxième et réalise le dernier podium de l'écurie. Diniz inscrit deux autres points au Grand Prix du Luxembourg, organisé sur le Nürburgring et, avec neuf points, l'écurie termine au huitième rang du championnat.
Pour la saison 1998, Walkinshaw, déçu des performances du bloc Yamaha, rachète la société Hart. Il tente alors de faire rebadger son bloc par Yamaha mais les Japonais refusent la proposition. Le bloc Hart est alors dénommé Arrows C. John Barnard dessine la nouvelle A19 qui possède un arrière très effilé et des pontons reculés. La principale innovation réside dans un carter de boîte de vitesses en carbone, solution testée sans succès par d'autres écuries. Damon Hill, parti chez Jordan, est remplacé par Mika Salo, transfuge de Tyrrell tandis que Pedro Diniz, grâce à ses sponsors, garde son baquet. La fiabilité reste le principal souci d'Arrows puisque la boîte et le moteur sont responsables de dix abandons. Les pilotes ne ratent par contre aucune occasion de grappiller des points. À Monaco, Salo termine quatrième et Diniz sixième. En Belgique, le gigantesque carambolage du départ permet au Brésilien de terminer cinquième. Si la saison se conclut au même rang que l'année précédente, la situation financière de l'équipe est catastrophique : si Arrows veut s'aligner en 1999, Walkinshaw va devoir trouver de nouveaux capitaux.

### Changement d'actionnariat pour pallier les difficultés financières

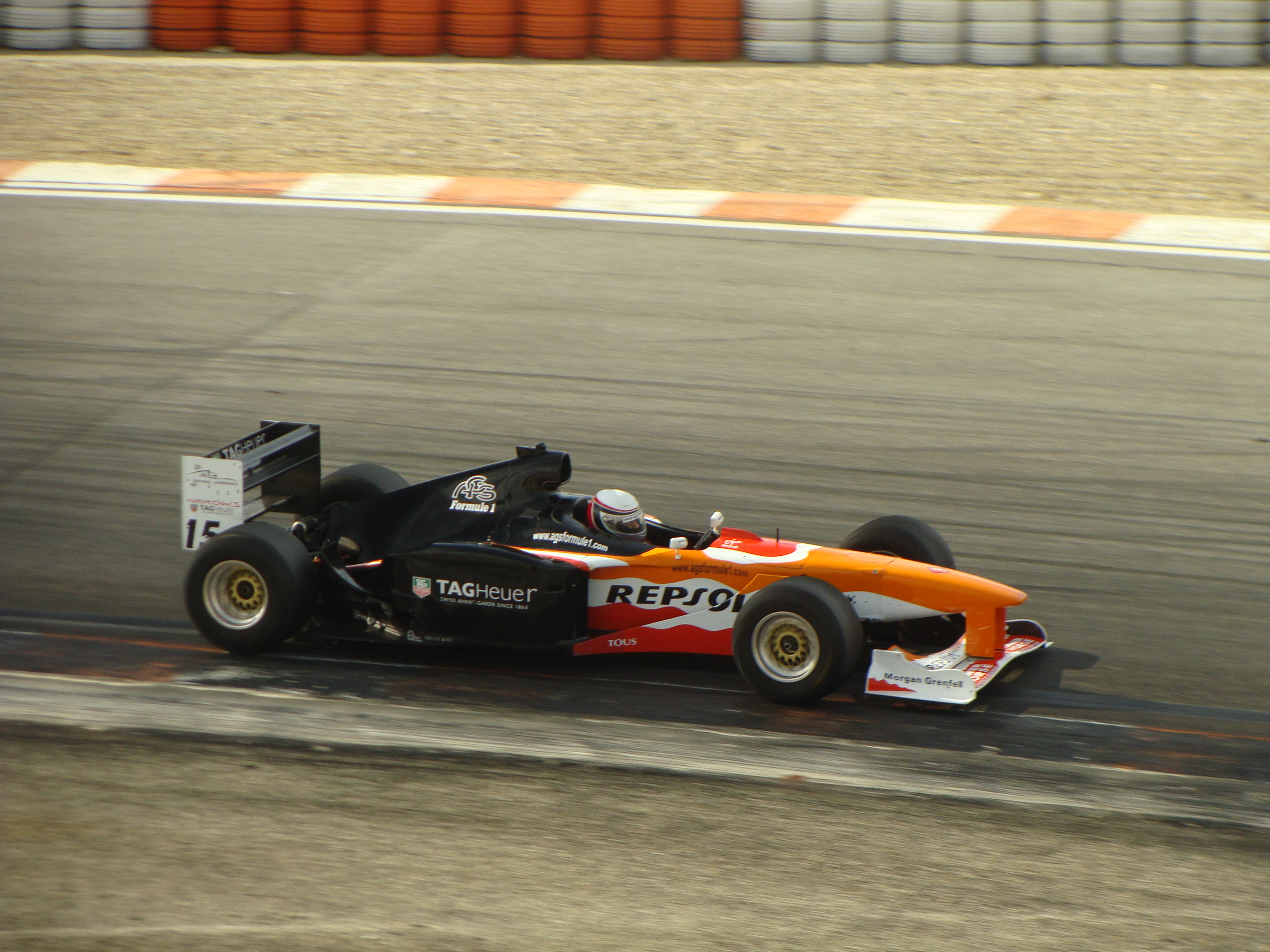
Une Arrows A20 en démonstration en 2012

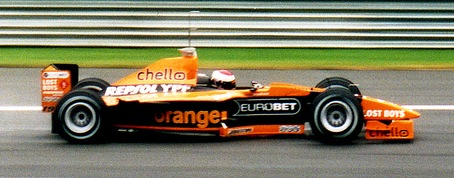
Jos Verstappen sur l'A21 en test à Monza en 2000

Devant l'inflation des budgets en Formule 1, le patron de TWR est obligé de trouver de nouveaux partenaires. En janvier, il cède ses parts dans l'écurie au prince Ado Ibrahim Malik (30 %), qui se prétend issu d'une famille royale nigériane et à la Morgan Greffell Bank (40 %), filiale de la Deutsche Bank. Walkinshaw garde 25 % de l'écurie, les 5 % restants étant répartis parmi le personnel de l'équipe. Mika Salo est évincé sans ménagement pour être remplacé par le pilote-payant Toranosuke Takagi (ex-Tyrrell devenu British American Racing). John Barnard quitte l'écurie et son second Mike Coughlan est promu directeur technique. 
Rapidement l'ambiance de travail autrefois chaleureuse se dégrade au sein de l'équipe d'ingénieurs car Coughlan se montre très autoritaire et peu enclin à déléguer (Bien plus tard, il sera révélé que Coughlan utilisait comme supports techniques des documents issus de chez Ferrari subtilisé à John Barnard du temps de leur collaboration au sein de l'antenne technique GTO financée à grands frais par l'équipe italienne). L'A20, évolution mineure de l'A19, est toujours mue par un Hart (mais badgé Arrows A20E) et est confiée à Pedro de la Rosa, novice en Formule 1. La saison débute en fanfare en Australie où de la Rosa et Takagi finissent respectivement sixième et septième après s'être qualifiés en dix-huitième et dix-septième position sur la grille. Le prince Malik et sa société T-Minus s'avèrent en réalité être des usurpateurs et Arrows ne voit pas l'argent promis affluer. Le budget est donc loin d'être suffisant pour développer les monoplaces dont les résultats périclitent au fil des Grands Prix. Le point inscrit par l'Espagnol reste le seul de la saison où l'équipe recense dix-sept abandons sur cause mécanique. 

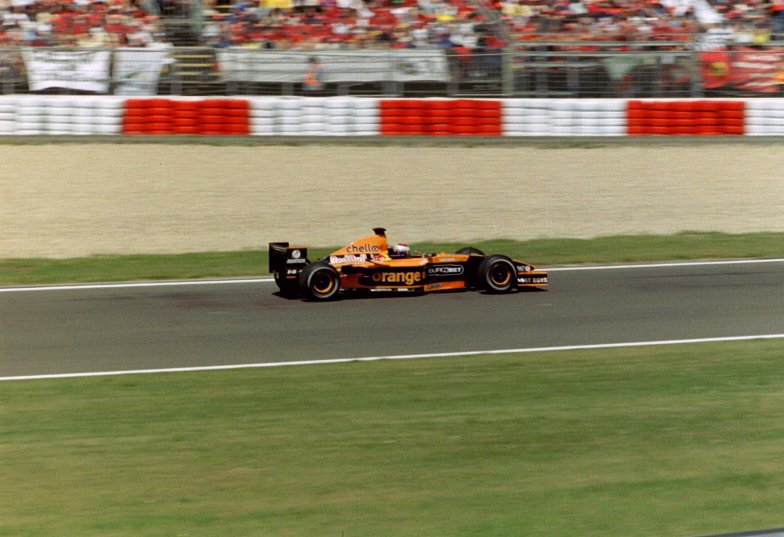
Verstappen sur l'Arrows A22 au Grand Prix d'Europe 2001

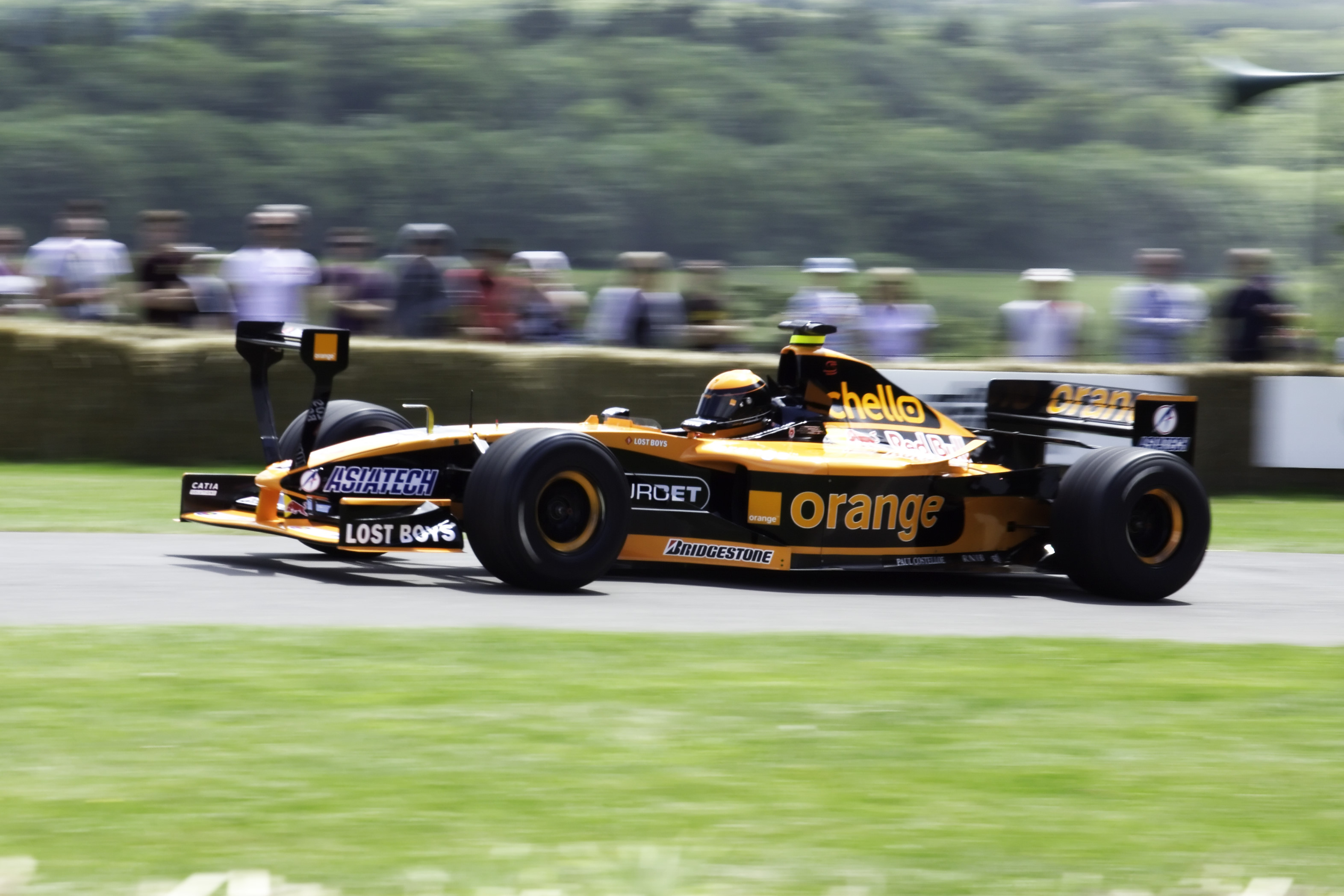
Arrows A22 (avec son aileron central interdit en compétition) en démonstration à Goodwood en 2011

En 2000, Arrows est en quête d'une nouvelle identité pour faire oublier l'affaire T-Minus et les piètres résultats de 1999. Un nouveau logo Team Arrows F1 est dévoilé. Côté monoplace, l'A21 est conçue par Mike Coughlan et l'aérodynamicien Eghbal Hamidy, transfuge de Stewart Grand Prix. Takagi est remplacé par Jos Verstappen, le pilote de 1996. Arrows signe un contrat de partenariat financier important avec l'opérateur de téléphonie mobile Orange et Walkinshaw finalise un contrat de fourniture moteur avec Supertec qui commercialise d'anciens blocs Renault Sport. Les résultats sont surprenants dès les essais hivernaux puisque de la Rosa améliore de plus de trois secondes ses temps de l'année précédente. L'A21 est la meilleure monoplace conçue depuis longtemps, le Supertec ne semble pas trop dépassé et le duo de pilotes fait tout son possible pour chercher des résultats. Lors du Grand Prix d'Europe, de la Rosa se classe sixième et récidive à Hockenheim après une qualification au cinquième rang. Verstappen obtient la cinquième place au Canada puis la quatrième place en Italie. En fin de saison, Arrows retrouve le septième rang des constructeurs et le redressement tant attendu semble se produire.
En 2001, Eghbal Hamidy part chez Jordan Grand Prix et la conception de l'A22, modeste évolution de l'A21, est confiée à Gary Anderson, Mike Coughlan quittant Arrows pour McLaren Racing où il remplace Neil Oatley. Le Supertec, dont le coût annuel est de cent vingt millions de francs, est remplacé par un V10 Asiatech fourni gratuitement. Toutefois, ce moteur issu du Peugeot A20 qui motorisait les Prost Grand Prix en 2000, n'est pas réputé pour sa fiabilité et souffre de problèmes de fissuration des blocs et de la culasse. De la Rosa quitte l'écurie qui, du même coup, perd le soutien du groupe pétrolier Repsol. Walkinshaw recrute alors le pilote-payant Enrique Bernoldi, ancien pilote d'essais chez Sauber. Les Arrows sont très souvent sur les trois dernières lignes de la grille de départ. Malgré tout, Verstappen réussit quelques belles passes d'armes en course, notamment en Malaisie où, en seconde position pendant une partie de la course, il termine septième. Il obtient un point, en Autriche, en terminant sixième ; le seul point d'Arrows qui abandonne à quatorze reprises dans la saison. Il passe également à côté des points au Canada après encore une course où il sort de la piste à quelques tours de l'arrivée alors qu'il était cinquième.  

### 2002: Retrait en cours de saison et disparition de l'écurie

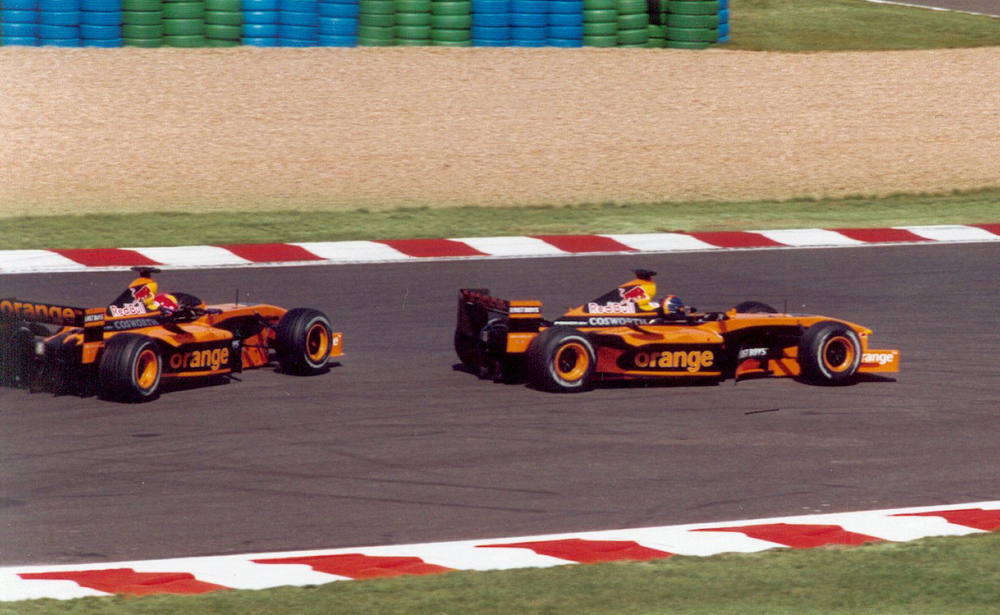
Bernoldi au Grand Prix de France 2002

L'A23 de 2002 est mue par un Ford-Cosworth V10 client, l'Asiatech étant trop peu fiable. Coughlan remplace Anderson et Hamidy à la conception de l'A23, très soignée aérodynamiquement grâce à l'arrivée de Sergio Rinland en provenance de Sauber. Bernoldi, soutenu par Red Bull, conserve son baquet ce qui provoque le départ de Verstappen, les deux pilotes ne s'entendant pas. Le Néerlandais est remplacé par Heinz-Harald Frentzen, sans volant depuis la faillite de Prost Grand Prix. L'Allemand entre à deux reprises dans les points, en Espagne et à Monaco. 
En mai-juin, face aux difficultés financières qui commencent à se faire jour, Tom Walkinshaw entame des négociations avec Craig Pollock pour le rachat total de l'écurie. Les négociations échouent, Walkinshaw se montrant trop gourmand. Au Grand Prix de France, la situation devient préoccupante pour l'écurie. Dès le vendredi soir, Walkinshaw annonce que ses pilotes ne prendront pas le départ, afin de mettre la pression sur son actionnaire Morgan Greffell Bank (filiale de la Deutsche Bank) qui ne veut plus injecter d'argent dans l'écurie. Tom Walkinshaw campe sur une position intransigeante : pas de secours financier, pas de course. Comme prévu, les pilotes ne prennent pas part aux séances d'essais libres et se contentent d'un seul tour lancé en qualification pour ne pas être sanctionnés par la FIA, tout en économisant le matériel. En deçà des 107 % qualificatifs, les pilotes ne se qualifient pas pour la course. 
L'équipe participe au Grand Prix d'Allemagne, épreuve nationale de son principal actionnaire, la Morgan Greffell Bank qui appartient à la Deutsche Bank. Les monoplaces se qualifient à une place honorable (Frentzen est quinzième et Bernoldi dix-huitième) mais abandonnent en course sur casse mécanique. À la mi-août, Arrows ne fait même pas mine de participer au Grand Prix de Hongrie : l'absence des motor-homes et des camions de transport dans le paddock provoque une grosse colère de Bernie Ecclestone, soucieux de montrer l'impeccable organisation de la discipline qu'il promeut. Fin août, Walkinshaw, de plus en plus pressé par ses créanciers, fait une nouvelle offre à Craig Pollock qui, à nouveau, la décline. Heinz-Harald Frentzen déclare que l'avenir de l'équipe est de plus en plus incertain et qu'il pourrait terminer la saison au sein d'une autre écurie. 
L'équipe se présente au Grand Prix de Belgique, mais seul Enrique Bernoldi est officialisé le jeudi précédant le début des essais, Frentzen ayant vraisemblablement déjà rompu avec Arrows. La situation est devenue intenable pour l'équipe britannique qui doit donner à son motoriste une garantie de trois millions de dollars pour disposer de moteurs pour l'ensemble du week-end de course. Dans le même temps, l'agent du jeune pilote Bas Leinders cherche à rencontrer Walkinshaw pour placer son pilote dans le baquet de Frentzen. Le vendredi soir, le président du jury des commissaires de course convoque Walkinshaw pour qu'il justifie l'absence de ses pilotes lors des séances d'essais libres. L'Écossais explique avoir fait tout son possible pour trouver l'argent lui permettant de disposer de ses moteurs, sans succès et annonce qu'il déclare forfait pour la course, et quitte le paddock sur le champ. Arrows ne se déplace pas au Grand Prix d'Italie et la FIA décide de statuer sur les multiples forfaits de l'écurie en annonçant que si « la faillite était la raison de l'absence de l'équipe Orange Arrows aux dernières épreuves, Arrows perdrait ses droits en vertu de la convention de la Concorde. »
Après un nouveau forfait au Grand Prix des États-Unis (où Frentzen a rejoint sa nouvelle écurie, Sauber), l'avenir de l'équipe semble scellé. Pourtant, on annonce dans les paddocks d'Indianapolis que l'ancien pilote américain Dan Gurney se porte caution pour un rachat immédiat d'Arrows par des investisseurs américains dans le but de participer au dernier Grand Prix de la saison, au Japon, avant d'envisager une saison complète en 2003. Paul Stoddart, le patron de la Scuderia Minardi dénonce ce qu'il considère comme une vaste machination. En effet, Arrows, grâce à ses deux points inscrits, est classé au neuvième rang du championnat du monde des constructeurs et, à ce titre, pourra bénéficier en 2003 des primes issues des retombées télévisuelles des retransmissions des Grands Prix, à condition de ne pas avoir fait faillite entre-temps. Stoddart, dont l'écurie est classée derrière Arrows, espère que la faillite de son rival soit rapidement démontrée afin de récupérer ses primes. 
Si Arrows ne participe pas au dernier Grand Prix de la saison, tout ne semble pas pour autant terminé. En effet, le 12 novembre 2002, à quelques jours de la date limite de dépôt des dossiers d'engagement au championnat du monde, un communiqué de presse annonce que l'écurie a signé avec des investisseurs (German Grand Prix Racing, propriété de Asset and Trust Partners) basés en Allemagne menés par Oliver Behring. Cet accord, qui porte sur le rachat de 51 % de l'équipe permettrait de régler les factures impayées de 2002 et les droits d'engagements pour 2003, les primes issues des retombées audiovisuelles correspondant à la neuvième place finale permettant de compléter le budget. Arrows engagerait un châssis de la saison précédente (A23) et utiliserait un moteur Asiatech de la saison 2001, ce qui semble toutefois peu probable : Asiatech ayant fermé définitivement ses portes quinze jours plus tôt (la cessation d'activité est déclarée le 31 octobre 2002), Arrows ne pourrait faire assurer la maintenance de ses moteurs.
Arrows est pourtant absent de la liste des engagés pour la saison 2003 publiée par la FIA. Arrows annonce faire appel de cette décision, les 300 000 dollars nécessaires à l'inscription ayant été versés. La FIA déclare avoir transmis directement à Arrows ses justifications quant au refus d'inscription. Il est vraisemblable que l'institution ait choisi de sanctionner l'attitude de Walkinshaw lors de la deuxième partie de la saison 2002. 
Les derniers châssis Arrows produits, A23, sont rachetés par Paul Stoddart dans le but de les reconvertir pour faire évoluer la Minardi PS03 en PS03B pour 2004. Toutefois, Minardi décide d'engager sa PS04B qui est une évolution de leur propre châssis PS03 de 2003. En revanche, plus tard, lorsque Super Aguri F1 se voit empêché par la FIA d'utiliser les châssis BAR 007 pour débuter en championnat du monde en 2006, Stoddart revend ses A23 pour servir de base aux Super Aguri SA05 engagées en 2006. Aguri Suzuki rachète également les installations Arrows de Leafield.

## Résultats en championnat du monde de Formule 1
| Saison | Écurie                          | Châssis                | Moteur                           | Pneus            | Pilotes                                                        | Grands Prix disputés | Points inscrits | Classement |
| ------ | ------------------------------- | ---------------------- | -------------------------------- | ---------------- | -------------------------------------------------------------- | -------------------- | --------------- | ---------- |
| 1978   | Arrows Racing Team              | Arrows FA1 Arrows A1   | Cosworth V8                      | Goodyear         | Riccardo Patrese Rolf Stommelen                                | 15                   | 11              | 9e         |
| 1979   | Warsteiner Arrows Racing Team   | Arrows A1B Arrows A2   | Cosworth V8                      | Goodyear         | Riccardo Patrese Jochen Mass                                   | 15                   | 5               | 9e         |
| 1980   | Warsteiner Arrows Racing Team   | Arrows A3              | Cosworth V8                      | Goodyear         | Riccardo Patrese Jochen Mass Mike Thackwell Manfred Winkelhock | 14                   | 11              | 7e         |
| 1981   | Ragno Arrows Beta Racing Team   | Arrows A3              | Cosworth V8                      | Michelin Pirelli | Riccardo Patrese Siegfried Stohr Jacques-Joseph Villeneuve     | 15                   | 10              | 8e         |
| 1982   | Arrows Racing Team              | Arrows A4 Arrows A5    | Cosworth V8                      | Pirelli          | Marc Surer Brian Henton Mauro Baldi                            | 14                   | 5               | 11e        |
| 1983   | Arrows Racing Team              | Arrows A6              | Cosworth V8                      | Goodyear         | Marc Surer Chico Serra Thierry Boutsen Alan Jones              | 15                   | 4               | 10e        |
| 1984   | Barclay Nordica Arrows BMW      | Arrows A6 Arrows A7    | Cosworth V8 BMW 4 en ligne turbo | Goodyear         | Marc Surer Thierry Boutsen                                     | 15                   | 6               | 9e         |
| 1985   | Barclay Arrows BMW              | Arrows A8              | BMW 4 en ligne turbo             | Goodyear         | Gerhard Berger Thierry Boutsen                                 | 16                   | 14              | 8e         |
| 1986   | Barclay Arrows BMW              | Arrows A8 Arrows A9    | BMW 4 en ligne turbo             | Goodyear         | Marc Surer Thierry Boutsen Christian Danner                    | 16                   | 1               | 10e        |
| 1987   | USF&G Arrows Megatron           | Arrows A10             | Megatron 4 en ligne turbo        | Goodyear         | Derek Warwick Eddie Cheever                                    | 16                   | 11              | 6e         |
| 1988   | USF&G Arrows Megatron           | Arrows A10B            | Megatron 4 en ligne turbo        | Goodyear         | Derek Warwick Eddie Cheever                                    | 16                   | 23              | 5e         |
| 1989   | Arrows Grand Prix International | Arrows A11             | Cosworth V8                      | Goodyear         | Derek Warwick Eddie Cheever Martin Donnelly                    | 16                   | 13              | 7e         |
| 1990   | Footwork Arrows Racing          | Arrows A11 Arrows A11B | Cosworth V8                      | Goodyear         | Michele Alboreto Alex Caffi Bernd Schneider                    | 14                   | 2               | 9e         |
| 1994   | Footwork Ford                   | Footwork FA15          | Cosworth V8                      | Goodyear         | Gianni Morbidelli Christian Fittipaldi                         | 16                   | 9               | 9e         |
| 1995   | Footwork Hart                   | Footwork FA16          | Hart V8                          | Goodyear         | Gianni Morbidelli Max Papis Taki Inoue                         | 17                   | 5               | 8e         |
| 1996   | Footwork Hart                   | Footwork FA17          | Hart V8                          | Goodyear         | Ricardo Rosset Jos Verstappen                                  | 16                   | 1               | 9e         |
| 1997   | Danka Arrows Yamaha             | Arrows A18             | Yamaha V10                       | Bridgestone      | Damon Hill Pedro Diniz                                         | 17                   | 9               | 8e         |
| 1998   | Danka Zepter Arrows             | Arrows A19             | Arrows V10                       | Bridgestone      | Mika Salo Pedro Diniz                                          | 16                   | 6               | 7e         |
| 1999   | Repsol Arrows                   | Arrows A20             | Arrows V10                       | Bridgestone      | Pedro de la Rosa Toranosuke Takagi                             | 16                   | 1               | 9e         |
| 2000   | Arrows F1 Team                  | Arrows A21             | Supertec V10                     | Bridgestone      | Pedro de la Rosa Jos Verstappen                                | 17                   | 7               | 7e         |
| 2001   | Orange Arrows Asiatech          | Arrows A22             | Asiatech V10                     | Bridgestone      | Jos Verstappen Enrique Bernoldi                                | 17                   | 1               | 10e        |
| 2002   | Orange Arrows                   | Arrows A23             | Cosworth V10                     | Bridgestone      | Heinz-Harald Frentzen Enrique Bernoldi                         | 11                   | 2               | 9e         |

## Palmarès des pilotes d'Arrows
| Pilote                    | Grand Prix disputés | Victoires | Podiums | Points inscrits | Pole positions | Meilleur tour en course |
| ------------------------- | ------------------- | --------- | ------- | --------------- | -------------- | ----------------------- |
| Riccardo Patrese          | 57                  | 0         | 4       | 30              | 1              | 0                       |
| Rolf Stommelen            | 9                   | 0         | 0       | 0               | 0              | 0                       |
| Jochen Mass               | 24                  | 0         | 0       | 7               | 0              | 0                       |
| Mike Thackwell            | 0                   | 0         | 0       | 0               | 0              | 0                       |
| Manfred Winkelhock        | 0                   | 0         | 0       | 0               | 0              | 0                       |
| Siegfried Stohr           | 9                   | 0         | 0       | 0               | 0              | 0                       |
| Jacques-Joseph Villeneuve | 0                   | 0         | 0       | 0               | 0              | 0                       |
| Brian Henton              | 1                   | 0         | 0       | 0               | 0              | 0                       |
| Mauro Baldi               | 11                  | 0         | 0       | 2               | 0              | 0                       |
| Marc Surer                | 47                  | 0         | 0       | 8               | 0              | 0                       |
| Chico Serra               | 4                   | 0         | 0       | 0               | 0              | 0                       |
| Alan Jones                | 1                   | 0         | 0       | 0               | 0              | 0                       |
| Thierry Boutsen           | 57                  | 0         | 1       | 16              | 0              | 0                       |
| Gerhard Berger            | 16                  | 0         | 0       | 3               | 0              | 0                       |
| Christian Danner          | 10                  | 0         | 0       | 1               | 0              | 0                       |
| Derek Warwick             | 47                  | 0         | 0       | 27              | 0              | 0                       |
| Eddie Cheever             | 46                  | 0         | 2       | 20              | 0              | 0                       |
| Martin Donnelly           | 1                   | 0         | 0       | 0               | 0              | 0                       |
| Michele Alboreto          | 13                  | 0         | 0       | 0               | 0              | 0                       |
| Bernd Schneider           | 1                   | 0         | 0       | 0               | 0              | 0                       |
| Alex Caffi                | 11                  | 0         | 0       | 2               | 0              | 0                       |
| Damon Hill                | 16                  | 0         | 1       | 7               | 0              | 0                       |
| Pedro Diniz               | 33                  | 0         | 0       | 5               | 0              | 0                       |
| Mika Salo                 | 16                  | 0         | 0       | 3               | 0              | 0                       |
| Pedro de la Rosa          | 33                  | 0         | 0       | 3               | 0              | 0                       |
| Toranosuke Takagi         | 16                  | 0         | 0       | 0               | 0              | 0                       |
| Jos Verstappen            | 34                  | 0         | 0       | 6               | 0              | 0                       |
| Enrique Bernoldi          | 28                  | 0         | 0       | 0               | 0              | 0                       |
| Heinz-Harald Frentzen     | 11                  | 0         | 0       | 2               | 0              | 0                       |